# 東方Project系列角色列表
本列表是彈幕射擊遊戲東方Project中登場的角色介紹。東方Project角色的特徵是登場角色幾乎都是女性，男性角色的數量十分之少见。
各個角色的日語配音演員均為在不同形式的非官方的二次同人作品中登場的聲優。

## 本條目的作品名稱
PC-98平台游戏（舊作）
- 《東方靈異傳 ～ Highly Responsive to Prayers.》⇒《靈異傳》
- 《東方封魔錄 ～ the Story of Eastern Wonderland.》⇒《封魔錄》
- 《東方夢時空 ～ Phantasmagoria of Dim.Dream.》⇒《夢時空》
- 《東方幻想鄉 ～ Lotus Land Story.》⇒《幻想鄉》
- 《東方怪綺談 ～ Mystic Square.》⇒《怪綺談》

Windows平台游戏
- 《東方紅魔鄉 ～ the Embodiment of Scarlet Devil.》⇒《紅魔鄉》
- 《東方妖妖夢 ～ Perfect Cherry Blossom.》⇒《妖妖夢》
- 《東方萃夢想 ～ Immaterial and Missing Power.》⇒《萃夢想》
- 《東方永夜抄 ～ Imperishable Night.》⇒《永夜抄》
- 《東方花映塚 ～ Phantasmagoria of Flower View.》⇒《花映塚》
- 《東方文花帖 ～ Shoot the Bullet.》⇒《文花帖》
- 《東方緋想天 ～ Scarlet Weather Rhapsody.》⇒《緋想天》
- 《東方風神錄 ～ Mountain of Faith.》⇒《風神錄》
- 《東方地靈殿 ～ Subterranean Animism.》⇒《地靈殿》
- 《東方星蓮船 ～ Undefined Fantastic Object.》⇒《星蓮船》
- 《東方非想天則 ～ 追尋特大型人偶之謎》⇒《非想天則》
- 《Double Spoiler ～ 東方文花帖》⇒《DS文花帖》
- 《妖精大戰爭 ～ 東方三月精》⇒《妖精大戰爭》
- 《東方神靈廟 ～ Ten Desires.》⇒《神靈廟》
- 《東方心綺樓 ～ Hopeless Masquerade.》⇒《心綺樓》
- 《東方輝針城 ～ Double Dealing Character.》⇒《輝針城》
- 《弹幕天邪鬼 ～ Impossible Spell Card》⇒《天邪鬼》
- 《東方深秘錄 ～ Urban Legend in Limbo.》⇒《深秘錄》
- 《東方紺珠傳 ～ Legacy of Lunatic Kingdom.》⇒《紺珠傳》
- 《東方憑依華 ～ Antinomy of Common Flowers.》⇒《憑依華》
- 《東方天空璋 ～ Hidden Star in Four Seasons.》⇒《天空璋》
- 《秘封噩夢日記 ～ Violet Detector.》⇒《秘封噩夢日記》
- 《東方鬼形獸 ～ Wily Beast and Weakest Creature.》⇒《鬼形獸》
- 《東方剛欲異聞 ～ 被水淹沒的沉愁地獄》⇒《剛欲異聞》

官方出版物
- 《東方香霖堂 ～ Curiosities of Lotus Asia.》⇒《香霖堂》
- 《東方文花帖 ～ Bohemian Archive in Japanese Red.》⇒《文花帖》（書籍）
- 《東方紫香花 ～ Seasonal Dream Vision.》⇒《紫香花》
- 《東方求聞史紀 〜 Perfect Memento in Strict Sense.》⇒《求聞史紀》
- 《東方求聞口授 〜 Symposium of Post-mysticism.》⇒《求聞口授》
- 《東方三月精 ～ Eastern and Little Nature Deity.》⇒《三月精E》
- 《東方三月精 ～ Strange and Bright Nature Deity.》⇒《三月精S》
- 《東方三月精 ～ Oriental Sacred Place.》⇒《三月精O》
- 《東方三月精 ～ Visionary Fairies in Shrine.》⇒《三月精V》
- 《東方儚月抄 ～ Cage in Lunatic Runagate.》⇒《儚月抄》（小說）
- 《東方儚月抄 ～ Silent Sinner in Blue.》⇒《儚月抄》（漫畫）
- 《東方儚月抄 ～ 月宮的兔子與地上的兔子》⇒《儚月抄》（四格）
- 《東方茨歌仙 ～ Wild and Horned Hermit.》⇒《茨歌仙》
- 《東方鈴奈庵 ～ Forbidden Scrollery.》 ⇒ 《鈴奈庵》
- 《東方醉蝶華 ～ 食蓮者們的醉醒》 ⇒ 《醉蝶華》
- 《東方智靈奇傳 犯規偵探覺》 ⇒ 《智靈奇傳》

官方音樂CD
- 《蓮台野夜行 ～ Ghostly Field Club.》 ⇒ 《蓮台野夜行》
- 《夢違科學世紀 ～ Changeability of Strange Dream.》 ⇒ 《夢違科學世紀》
- 《卯酉東海道 ～ Retrospective 53 minutes.》 ⇒ 《卯酉東海道》
- 《大空魔術 ～ Magical Astronomy.》 ⇒ 《大空魔術》
- 《未知之花　魅知之旅》 ⇒ 《未知之花　魅知之旅》
- 《鳥船遺跡　～ Trojan Green Asteroid.》 ⇒ 《鳥船遺跡》
- 《伊弉諾物質　～ Neo-traditionalism of Japan.》 ⇒ 《伊弉諾物質》
- 《燕石博物誌　～ Dr.Latency's Freak Report.》 ⇒ 《燕石博物誌》
- 《舊約酒吧　～ Dateless Bar "Old Adam".》 ⇒ 《舊約酒吧》

西方Project
- 《秋霜玉 ～しゅうそうぎょく～》⇒《秋霜玉》
- 《稀翁玉 ～きおうぎょく～》⇒《稀翁玉》

## 主角
博麗靈夢（博麗 霊夢／はくれい　れいむ，Hakurei Reimu）
種族：人類
職業：巫女
能力：
操縱靈氣的能力（紅魔鄉）
在空中飛翔程度的能力（紅魔鄉、妖妖夢、永夜抄等後續作品）
主題曲：
- 　東方妖戀談（夢時空、萃夢想、緋想天、非想天則）
- 　少女綺想曲 ～ Capriccio（幻想鄉、萃夢想）
- 　少女綺想曲 ～ Dream Battle（永夜抄）
- 　春色小徑 ～ Colorful Path（花映塚、心綺樓）
- 　二色蓮花蝶 ～ Ancients（秋霜玉、非想天則）
- 　二色蓮花蝶 ～ Red and White（深秘錄、憑依華）

登場： 
- 除《文花帖》、《DS文花帖》、《妖精大戰爭》、《彈幕天邪鬼》、《秘封噩夢日記》、《100彈幕狂黑市》外的所有可用自機
- 《夢時空》、《萃夢想》、《花映塚》、《緋想天》、《非想天則》、《心綺樓》、《深秘錄》、《憑依華》、《剛欲異聞》自機、敵機
- 《幻想鄉》4面BOSS（自機為魔理沙時）
- 《秋霜玉》、《DS文花帖》Ex面BOSS
- 《永夜抄》4面道中及BOSS（A）
- 《妖精大戰爭》結局
- 《彈幕天邪鬼》第八日BOSS
- 《秘封噩夢日記》星期日BOSS、里·星期日BOSS、噩夢週六BOSS
- 《求聞史紀》、《香霖堂》、《紫香花》、《儚月抄》（全）、《三月精》（全）、《茨歌仙》、《鈴奈庵》、《智靈奇傳》、《醉蝶華》

霧雨魔理沙（霧雨 魔理沙／きりさめ まりさ，Kirisame Marisa）
種族：人類
職業：魔法使
能力：使用魔法程度的能力
主題曲：
- 　戀色Magic（封魔錄、萃夢想、非想天則）
- 　Dim. Dream（夢時空）
- 　星之器 ～ Casket of Star（幻想鄉、緋想天）
- 　魔女們的舞會 ～ Magus（秋霜玉）
- 　魔女們的舞會（萃夢想）
- 　戀色Master spark（永夜抄、深秘錄、憑依華）
- 　Oriental Dark Flight（花映塚）
- 　Magus Night（妖精大戰爭、心綺樓）

登場： 
- 《封魔錄》4面BOSS
- 除《靈異傳》、《封魔錄》、《文花帖》、《DS文花帖》、《妖精大戰爭》、《彈幕天邪鬼》、《秘封噩夢日記》外的所有可用自機
- 《夢時空》、《萃夢想》、《花映塚》、《緋想天》、《非想天則》、《心綺樓》、《深秘錄》、《憑依華》、《剛欲異聞》自機、敵機
- 《幻想鄉》4面BOSS（自機為靈夢時）
- 《秋霜玉》、《DS文花帖》、《妖精大戰爭》Ex面BOSS
- 《永夜抄》4面道中及BOSS（B）
- 《彈幕天邪鬼》第七日BOSS
- 《秘封噩夢日記》星期三BOSS、噩夢週六BOSS
- 《求聞史紀》、《香霖堂》、《紫香花》、《儚月抄》（全）、《三月精》（全）、《茨歌仙》、《鈴奈庵》、《智靈奇傳》、《醉蝶華》

## 舊作登場角色

### 《靈異傳》中首次登場
神玉（しんぎょく，SinGyoku）
主題曲：
- 　Positive and Negative（靈異傳）

登場： 
- 《靈異傳》5面BOSS

起初为一个太极图的图案，接着变成一名身着红衣服、類似陰陽師的女性，最后变成一名端坐的戴着蓝色乌帽、類似陰陽師的男子。
由于《靈異傳》中神玉没有官方设定并且与灵梦没有发生过任何对话，他可能仅仅是作为敌人的一个普通头目。
幽玄魔眼（ゆうげんまがん，YuugenMagan）
主題曲：
- 　天使傳說（靈異傳）

登場：
- 《靈異傳》魔界路線10面BOSS

由五只巨大浮空的眼睛和中间虚无的人影组成的奇特物體。
由于《靈異傳》中幽玄魔眼没有官方设定并且与灵梦没有发生过任何对话，它可能仅仅是作为敌人的一个普通头目。
依莉斯（エリス，Elis）
主題曲：
- 　魔鏡（靈異傳）

登場：
- 《靈異傳》魔界路线15面BOSS

有著紫色瞳孔的金髮少女，左臉頰上有個紅色的五角星胎記。左手拿著白色的星星魔杖。背後有著一雙紫色的翅膀。能够变身为红眼紫蝙蝠，因此可能是吸血鬼。
由于《靈異傳》中依莉斯没有官方设定并且与灵梦没有发生过任何对话，她可能仅仅是作为敌人的一个普通头目。
薩麗艾爾（サリエル，Sariel）
主題曲：
- 　來吧，直到倒地死去的那一刻（靈異傳）
- 　同歸於盡（靈異傳）

登場：
- 《靈異傳》魔界路线20面（最終）BOSS

如鬼魂一般的天使，有着及膝的长发。身着白色的连衣长裙，身后有三对天使之翼并手持着奇怪的法杖。
由于《靈異傳》中萨丽艾尔没有官方设定并且与灵梦没有发生过任何对话，她可能仅仅是作为敌人的一个普通头目。
魅魔（魅魔／みま，Mima）
種族：惡靈
主題曲：
- 　天使傳說（靈異傳）
- 　Complete Darkness（封魔錄）
- 　Reincarnation（夢時空）

登場：
- 《靈異傳》地獄路线10面BOSS
- 《封魔錄》5面BOSS
- 《夢時空》自機、敵機
- 《怪綺談》自機

环绕在博丽神社四周的恶灵。旧作反派头目之一，虽是敌人，但让人恨不起来。个性开朗，有人情味，对自己的能力非常有信心，甚至有些自负。
在《靈異傳》中擔任地獄路線的10面BOSS，没有官方设定并且与灵梦没有发生过任何对话。在《封魔錄》中因不明原因想向全人類復仇並曾試圖搶奪博麗靈夢的陰陽玉但失敗告終。《夢時空》中其不承認自己已死，並試圖將自己解釋為「一種精神而已」。《怪綺談》中因為不斷有魔物從魔界湧入人間界而和其他自機們前去魔界調查。
魔理沙曾稱她為「（魅魔大人）」而且非常仰慕她，所以她可能是魔理沙的師傅。
菊理（きくり，Kikuri）
主題曲：
- 　魔鏡（靈異傳）

登場：
- 《靈異傳》地獄路线15面BOSS

一个被紫色灵气围绕着的大铜玉，表面上刻有一個閉著眼睛的長髮年輕女孩，有一个闪闪发亮的蓝色玉石鑲在她胸前的两个手之间的位置。
由于《靈異傳》中菊理没有官方设定并且与灵梦没有发生过任何对话，她可能仅仅是作为敌人的一个普通头目。
矜羯羅（矜羯羅／こんがら／コンガラ，Konngara）
主題曲：
- 　星幽劍士（靈異傳）

登場：
- 《靈異傳》地獄路线20面（最終）BOSS

貌似男性，红眼黑发，在头上有绑着红色缎带并拿着一把大剑。穿着有白色外边的红色法衣和灰色袖子。下半身呈雾状，没有实体。由於在她头上看似有尖锐的像角一樣的东西嵌入她的额头，再加上她右手拿著酒杯，因此通常被認作為鬼。
由于《靈異傳》中矜羯羅没有官方设定并且与灵梦没有发生过任何对话，她可能仅仅是作为敌人的一个普通头目。

### 《封魔錄》中首次登場
玄爺（玄爺／げんじい，Genjii）
種族：龜
能力：操縱飛行仙，自由在空中飛翔的能力
登場：
- 《封魔錄》、《夢時空》、《幻想鄉》、《怪綺談》中伴隨靈夢行動

在長時間活著的過程中，掌握了各種神力的年邁烏龜。在靈夢的修行時被抓了，從而被任意驅使。博丽灵梦称呼其为“老爷爷”，而其称灵梦为“主人”。
個性冷靜理智且十分謹慎，服從靈夢並關心著她的安危。
據ZUN所言現在生活在博麗神社旁的水池子裡。
里香（里香／りか，Rika）
種族：人類
職業：戰車技師
主題曲：
- 　She's in a temper!!（封魔錄1面）
- 　戰車娘所做的夢（封魔錄Ex面）

登場：
- 《封魔錄》1面及Ex面BOSS

天才的坦克技师，說話時句尾一定會加上“なのです”。
在《封魔錄》中因不明原因，創造了大量的怪物和一些戰車並趁靈夢不在的時候徘徊於博麗神社周圍。被擊敗後，她試圖引誘靈夢落入圈套，但是靈夢的直覺令她並沒有落入其中。一段時間之後，里香歸來並帶著一輛飛行的獨眼戰車——邪眼西格瑪（イビルアイΣ）。
明羅（明羅／めいら，Meira）
主題曲：
- 　黑暗的力量（封魔錄）

登場：
- 《封魔錄》2面BOSS

女战士，但外表偏中性，因此被靈夢誤認成男孩子。有著和魅魔一樣的野心。
在《封魔錄》中為了獲得博麗的力量而去挑戰靈夢，卻被靈夢當成了求婚者。被靈夢打敗後，一時動彈不得還差點被靈夢活埋掉，不過還是從靈夢的魔掌中逃走了。

### 《夢時空》中首次登場
愛蓮（エレン，Ellen）
種族：魔法使
職業：魔法店店主
主題曲：
- 　Tabula rasa ～ 空白少女（夢時空）

登場：
- 《夢時空》自機、敵機
- 《怪綺談》結局

不會成長的魔法使。雖然活了很長時間，記性卻不好，總是接二連三地忘記事情。因此，過了很久也還是孩子的樣子。養著一隻名為「蘇格拉底」的貓。是“蓬鬆鬆愛蓮的魔法店”的店主。一但愛蓮使用了魔法，原本蓬鬆的髮絲就會帶電而粘起來。
在《夢時空》裡其被選擇作為自機的路線中，因為看了千百合所寫的傳單，因而決定造訪夢幻遺跡以得到禮物。在擊敗其他角色進入遺跡後，得知這座遺跡的真實身分為「可能性空間移動船」。在協助夢美完成對魔法的研究後，拜託夢美幫她在東之國度境內蓋一間“蓬鬆鬆愛蓮的魔法店”的分店。但是夢美將分店建在了博麗神社的院內，在愛蓮發牢騷和著手準備開業的時候，一旁敲門的靈夢只能感嘆自己的命運。
小兔姬（小兎姫／ことひめ，Kotohime）
職業：公主？（表）/警察（裡）
主題曲：
- 　Maniacal Princess（夢時空）

登場：
- 《夢時空》自機、敵機
- 《怪綺談》結局

穿著和服的神秘公主，性格有破綻，擁有和普通人合不來的感性，不怎麼和別人交往，因此沒什麼人了解她。
是個只收集些人們不感興趣的東西的收藏家。
真實的身分是喬裝成公主的平行世界警察。自以為偽裝成了這個世界普通人的打扮，實際上她被其他角色看作為怪人的頻率是最高的。
在《夢時空》裡其被選擇作為自機的路線中，身為警察的她為了調查而來到夢幻遺跡。在擊敗其他角色進入遺跡後，得知這座遺跡的真實身分為「可能性空間移動船」。在和千百合及夢美對戰、完成夢美對魔法的研究後，要求夢美的願望是把剛才在遺跡外戰鬥時遇到的巫女靈夢抓給她。之後她把靈夢囚禁在了牢房裡，並表示等到她玩腻了才會考慮放人。
卡娜・安娜貝拉爾（カナ・アナベラル，Kana Anaberal）
種族：騷靈
主題曲：
- 　夢消失 ～ Lost Dream（夢時空）

登場：
- 《夢時空》自機、敵機
- 《怪綺談》結局

由一名精神不安定的少女所產生的騷靈，是少女的一面。
平時憑依在一座很大的洋館之中，並以嚇唬房客為樂。可是最近由於洋館裡住的人已經習慣了騷靈，沒辦法拿來當嚇唬的對象了，所以卡娜正在考慮搬家。
在《夢時空》裡其被選擇作為自機的路線中，由於騷靈喜歡熱鬧的體質，不知不覺地就來到了彈幕四射的夢幻遺跡。在擊敗其他角色進入遺跡後，得知這座遺跡的真實身分為「可能性空間移動船」。在協助夢美完成對魔法的研究後，拜託夢美讓她搬到博麗神社去。於是卡娜開始了在深更半夜騷擾靈夢睡覺的吵鬧生活。
朝倉理香子（朝倉 理香子／あさくら りかこ，Asakura Rikako）
種族：魔法使
主題曲：
- 　夢幻遊戯 ～ Dream War（夢時空）

登場：
- 《夢時空》自機、敵機
- 《怪綺談》結局

擁有強大魔力的魔法使，但讨厌使用魔法，对科学很坚持而认为魔法只是一些魔术把戏。是在以魔法为主導的東之國中非常稀少的科學信者。
認真使用魔法的話，應該強到了無法對付的地步，不過本人不願意認真使用。
在《夢時空》裡其被選擇作為自機的路線中，被夢幻遺跡滲透出來的非魔法的力量所吸引，於是前往調查這個自己認為應該由科學力量建造的遺跡。在擊敗其他角色進入遺跡後，得知這座遺跡的真實身分為「可能性空間移動船」，並對以核融合為動力驅動的這艘船很感興趣。在協助夢美完成對魔法的研究後，要求夢美滿足她獲得平行世界的先進科學知識的願望，結果被夢美用一本書（貌似是平行世界的小學五年級理科課本）就打發了，理香子本人毫不知情。
自此，在一系列曲折的研究歷程之後，理香子也許成為了東之國遠近聞名的科學家吧，或者又沒有這回事呢……
北白河千百合（北白河 ちゆり／きたしらかわ ちゆり，Kitashirakawa Chiyuri）
種族：人類
職業：教授助手
主題曲：
- 　Sailor of Time（夢時空）

登場：
- 《夢時空》8面BOSS、可選自機
- 《怪綺談》結局

來自未來的平行世界的人類，大學教授岡崎夢美的助理。15歲就已經從研究生學院畢業，專攻比較物理學，頭腦相當敏銳。
因為和夢美的從屬關係，被迫乘坐「可能性空間移動船」一起尋找「有魔力存在的世界」。
使用著夢美創造的科學魔法（偽魔法）戰鬥。整理資料之餘通過散發傳單的方式引誘理想中的「最強魔法使」來到飛船以協助夢美的研究。
在檢測到獲得最終勝利的「最強魔法使」進入飛船內部以後，千百合以她那自以為「比較有意思」的方式向自機打了個招呼，不過很快就被夢美「打」斷了。隨後開始和夢美一起解釋她們來訪的目的。
一陣忽悠之後，千百合又被夢美以獲得研究數據為由，推上前去與來訪者進行戰鬥，奈何短暫的戰鬥遠遠不能滿足夢美的觀測欲望，於是夢美親自上場打算將來訪者打暈帶回去做實驗材料。毫無疑問的失敗後，夢美又掏出了「地球破壞用四次元正電子炸彈」並揚言要讓自機見識真正的科學之力，結果被千百合在關鍵時刻用鋼管摺疊椅擊倒。
清醒後的夢美表示自己只是開玩笑的，並總結了自己的新發現，被千百合吐槽結論有些不對勁。之後夢美轉而開始為自機實現願望。在幫助自機實現願望之後，千百合就和夢美一起回到自己所屬的世界去了。
岡崎夢美（岡崎 夢美／おかざき　ゆめみ，Okazaki Yumemi）
種族：人類
職業：大學教授、科學家
主題曲：
- 　Strawberry Crisis!!（夢時空）

登場：
- 《夢時空》9面BOSS、可選自機
- 《怪綺談》結局

來自未來的平行世界的人類，在未來大學中任教比較物理學的教授。和千百合一樣，看起來很年輕，但在年僅18歲的時候就當了教授。
在夢美她們的世界裡，重力、電磁力、原子間作用力等一切力都可以被一套可以解釋世間所有已知力的「統一理論」所解決。不存在不適用於這個理論的力。但夢美認為存在著一種不適用這套理論的力——魔力，並且在學會上發表，卻被狠狠地嘲笑了一番，不把她當回事。
為了向學會復仇，一怒之下拉上了助手千百合一起乘坐「可能性空間移動船」，開始尋找有魔力存在的平行世界，沒有多久她們便發現了「東之國」這一理想的觀測點。
在獲得最終勝利的「最強魔法使」（即自機）進入飛船內部以後，以「滿足一個願望」的諾言欺瞞自機與千百合戰鬥，但真正的目的是想要把自機打暈帶回去作實驗材料。陰謀敗露以後夢美親自上陣但仍然被自機所擊敗，無望之際想要用「地球破壞用四次元正電子炸彈」讓自機見識真正的科學之力，但是在關鍵時刻被千百合用鋼管摺疊椅擊倒。最後放棄了報復，轉而為自機們實現了願望。之後就和千百合一起回到自己所屬的世界去了。
之後夢美帶著整理好的資料前往學會報告，但得到的成果仍被大学的同僚不认同，最终和千百合被學會流放，再度來到東之國。

### 《幻想鄉》中首次登場
奧蓮姬（オレンジ，Orange）
種族：妖怪
主題曲：
- 　裝飾戰 ～ Decoration Battle（幻想鄉）

登場：
- 《幻想鄉》1面BOSS
- 《怪綺談》結局

第1关卡头目，妖怪，因此要被灵梦消灭，而魔理沙消灭其仅因为其挡路……

胡桃（くるみ，Kurumi）
種族：吸血鬼
主題曲：
- 　紅響曲 ～ Scarlet Phoneme（幻想鄉）

登場：
- 《幻想鄉》2面道中及BOSS
- 《怪綺談》結局

第2关卡头目，吸血鬼，试图守住通往湖中心岛的道路。

艾麗（エリー，Elly）
職業：門衛
主題曲：
- 　靈戰 ～ Perdition crisis（幻想鄉）

登場：
- 《幻想鄉》3面BOSS
- 《怪綺談》結局

第3关卡头目，是幽香住宅「夢幻館」的守門者，看守著夢幻世界和現實世界的邊界，使用一把大镰刀。由于很少人来，所以很惊讶玩家的前来，在败于玩家时说是由于久未战斗的原因。
幽香（幽香／ゆうか，Yuka）
種族：妖怪
主題曲：
- 　沉睡的恐怖 ～ Sleeping Terror（幻想鄉5面）
- 　幽夢 ～ Inanimate Dream（幻想鄉6面）
- 　櫻花之戀塚 ～ Flower of Japan（稀翁玉）

登場：
- 《幻想鄉》5面及6面BOSS
- 《怪綺談》自機
- 《稀翁玉》可用角色

第5，6关头目，妖怪，连接夢幻世界和現實世界的「夢幻館」的主人，擅长使用花和伞子进行攻击。最早栖身于幻想乡的妖怪之一。
平常生活在花丛中，总是穿着明亮的衣服，外表与人类无异。
看上去很和蔼，但仍有发怒的时候，尤其擅闯花田者。
夢月（夢月／むげつ，Mugetsu）
種族：惡魔
主題曲：
- 　女僕幻想 ～ Icemilk Magic（幻想鄉）

登場：
- 《幻想鄉》Ex面BOSS
- 《怪綺談》結局

EXTRA关卡第一名头目，玩家偶然到达某个奇怪世界后遇见的恶魔。
幻月（幻月／げんげつ，Gengetu）
種族：惡魔
主題曲：
- 　可愛的惡魔 ～ Innocence（幻想鄉）

登場：
- 《幻想鄉》Ex面BOSS
- 《怪綺談》結局

EXTRA关卡第二名头目，夢月的姐姐，在夢月被玩家击败后支援妹妹的。

### 《怪綺談》中首次登場
薩拉（サラ，Sara）
種族：魔界人
職業：門衛
主題曲：
- 　魔法陣 ～ Magic Square（怪綺談）

登場：
- 《怪綺談》1面BOSS、結局

第1关卡头目，魔界的守门者。工作就是阻止主角们进入魔界。
露易茲（ルイズ，Luize）
種族：魔界人
主題曲：
- 　靈天 ～ Spiritual Heaven（怪綺談）

登場：
- 《怪綺談》2面BOSS、結局

第2关卡头目，想去人类世界的魔界人之一，虽然口里说的不是……
愛麗絲（アリス，Alice）
種族：魔界人（魔法使？）
主題曲：
- 　Plastic Mind（怪綺談3面）
- 　the Grimoire of Alice（怪綺談Ex面）

登場：
- 《怪綺談》3面及Ex面BOSS、結局

第3关卡和EXTRA关卡头目，擅长使用人偶的魔法使，玩家在魔界的黑暗城市遇见其并与其战斗起来。
雪（Yuki）
種族：魔界人（魔法使？）
主題曲：
- 　禁忌的魔法 ～ Forbidden Magic（怪綺談兩人組主題曲）
- 　緋紅的少女 ～ Crimson Dead!!（怪綺談專屬主題曲）

登場：
- 《怪綺談》4面BOSS、結局

第4关卡头目之一，和舞一同等待着玩家的到来，比较活泼多话，且弹幕比起舞较为复杂。
舞（Mai）
種族：魔界人（魔法使？）
主題曲：
- 　禁忌的魔法 ～ Forbidden Magic（怪綺談兩人組主題曲）
- 　背叛的少女 ～ Judas Kiss（怪綺談專屬主題曲）

登場：
- 《怪綺談》4面BOSS、結局

第4关卡头目之一，和雪一同等待着玩家的到来，比较沉默。
夢子（夢子／ゆめこ，Yumeko）
種族：魔界人
職業：女僕
主題曲：
- 　可悲的人偶 ～ Doll of Misery（怪綺談）

登場：
- 《怪綺談》5面BOSS、結局

第5关卡头目，神绮的手下，神绮提过其是其手下最强之一。
神綺（神綺／しんき，Shinki）
種族：神
主題曲：
- 　神話幻想 ～ Infinite Being（怪綺談）

登場：
- 《怪綺談》6面BOSS、結局

第6关卡头目，魔界创造者，也是本次异变的原因——因为允许魔界的恶魔旅行团到人间旅行……

## 《紅魔鄉》中首次登場
露米婭（ルーミア，Rumia）
種族：妖怪
能力：操縱黑暗程度的能力
主題曲：
- 　妖魔夜行（紅魔鄉）

登場： 
- 《紅魔鄉》1面道中及BOSS
- 《文花帖》LEVEL 1 BOSS
- 《心綺樓》背景觀眾
- 《求聞史紀》、《儚月抄》（漫畫）、《三月精O》、《三月精V》

第一關中頭目及頭目。不明白自己為何生存著的妖怪。平時身邊會圍繞著一團黑暗，是人之火無法照耀的黑暗（不過連帶自己都看不見身邊的事物了）。頭上的緞帶是一道符咒，自己無法解下。
大妖精（大妖精／だいようせい，Daiyousei）
種族：妖精
登場： 
- 《紅魔鄉》2面道中
- 《妖精大戰爭》道中
- 《三月精S》、《三月精V》、《茨歌仙》

第二关中头目，妖精中實力較強的一分子。

琪露諾（チルノ，Cirno）
種族：《紅魔鄉》中為雪女（雪ん娘），後改為妖精
能力：操縱冷氣和冰程度的能力
主題曲：
- 　活潑的純情小姑娘（紅魔鄉、非想天則）
- 　活潑純情小姑娘的冒險（花映塚）

登場： 
- 《紅魔鄉》2面BOSS
- 《妖妖夢》、《輝針城》1面道中
- 《花映塚》、《非想天則》自機、敵機
- 《文花帖》LEVEL 2 BOSS
- 《妖精大戰爭》、《天空璋》自機
- 《心綺樓》背景觀眾
- 《彈幕天邪鬼》第一日BOSS
- 《求聞史紀》、《儚月抄》（漫畫）、《儚月抄》（四格）、《三月精S》、《三月精O》、《三月精V》、《茨歌仙》、《醉蝶華》

第二關頭目。脾氣像小孩的她輕視著靈夢和魔理沙，並向她們作出挑釁。ZUN在《花映塚》附帶的遊戲說明書中將她稱為⑨（笨蛋），並因此產生了很多基於此的同人創作。
紅美鈴（紅 美鈴／ほん めいりん，Hong Meiling）
種族：妖怪
職業：門衛
能力：使用氣的程度的能力
主題曲：
- 　明治十七年的上海愛麗絲（紅魔鄉）
- 　上海紅茶館 ～ Chinese Tea（非想天則，原紅魔鄉3面道中曲）

登場： 
- 《紅魔鄉》3面道中及BOSS
- 《萃夢想》自機
- 《非想天則》自機、敵機
- 《文花帖》LEVEL 5 BOSS
- 《求聞史紀》、《儚月抄》（漫畫）、《儚月抄》（四格）、《三月精S》、《三月精O》、《茨歌仙》、《鈴奈庵》、《智靈奇傳》

第三關中頭目及頭目。是紅魔館的看門人，專門對付紅魔館的入侵者。
小惡魔（小悪魔／こあくま，Koakuma）
種族：惡魔
登場： 
- 《紅魔鄉》4面道中
- 《儚月抄》（四格）、《三月精S》、《智靈奇傳》

第四關中頭目。雖然是魅魔但實力不算強。
帕秋莉・諾蕾姬（パチュリー・ノーレッジ，Patchouli Knowledge）
種族：魔法使
能力：使用七曜魔法程度的能力
主題曲：
- 　Locked Girl ～ 少女密室（紅魔鄉、萃夢想(白天)、緋想天）
- 　巴瓦魯魔法圖書館（萃夢想(夜晚)、非想天則，原紅魔鄉4面道中曲）

登場： 
- 《紅魔鄉》4面BOSS、Ex面道中
- 《萃夢想》、《緋想天》、《非想天則》自機、敵機
- 《文花帖》LEVEL 5 BOSS
- 《地靈殿》霧雨魔理沙的輔助射擊
- 《心綺樓》背景觀眾
- 《虹龍洞》十六夜咲夜線 Ending No. 06
- 《求聞史紀》、《儚月抄》（全）、《三月精S》、《三月精O》、《茨歌仙》、《鈴奈庵》、《智靈奇傳》

第四關頭目、Extra中頭目。已有100歲，一直都生活在紅魔館的圖書館。有哮喘與貧血症的毛病。
她在本作所使用的符卡會因自機角色及武器種類的不同而不同。
十六夜咲夜（十六夜 咲夜／いざよい さくや，Izayoi Sakuya）
種族：人類
職業：女僕
能力：操控時間程度的能力
主題曲：
- 　月時計 ～ Luna Dial（紅魔鄉、萃夢想(夜晚)）
- 　女僕與血之懷表（萃夢想(白天)，原紅魔鄉5面道中曲）
- 　Flowering Night（花映塚、緋想天、非想天則）

登場： 
- 《紅魔鄉》5面道中及BOSS、6面道中
- 《妖妖夢》、《輝針城》、《虹龍洞》自機
- 《萃夢想》、《花映塚》、《緋想天》、《非想天則》自機、敵機
- 《永夜抄》自機（和蕾米莉亞組成紅魔組）
- 《文花帖》LEVEL 7 BOSS
- 《心綺樓》背景觀眾
- 《彈幕天邪鬼》第七日BOSS
- 《求聞史紀》、《香霖堂》、《紫香花》、《儚月抄》（全）、《三月精》（全）、《茨歌仙》、《鈴奈庵》、《智靈奇傳》、《醉蝶華》

第五關中頭目及頭目、以及第六關中頭目。紅魔館的女僕長，擅長打掃。能夠無視時間的不可逆性停止時間。專門用能夠對付妖怪或吸血鬼的銀製小刀攻擊，除此以外似乎也會用撲克牌。自稱是16或17歲的少女。
蕾米莉亞・斯卡蕾特（レミリア・スカーレット，Remilia Scarlet）
種族：吸血鬼
能力：操縱命運程度的能力
主題曲：
- 　獻給已逝公主的七重奏（紅魔鄉、萃夢想、緋想天、非想天則）

登場： 
- 《紅魔鄉》6面BOSS
- 《萃夢想》、《緋想天》、《非想天則》自機、敵機
- 《永夜抄》自機（和咲夜組成紅魔組）
- 《文花帖》LEVEL 7 BOSS
- 《心綺樓》背景觀眾
- 《彈幕天邪鬼》最終日BOSS
- 《秘封噩夢日記》噩夢週日BOSS
- 《求聞史紀》、《香霖堂》、《儚月抄》（全）、《三月精》（全）、《茨歌仙》、《鈴奈庵》、《智靈奇傳》

第六關頭目。是今次自符卡規則訂立以來第一次異變的主犯。生活了500年以上。懼怕陽光，因此放出濃霧遮擋陽光的照射。能夠操縱一切的命運，Spellcard 神槍「Spear．the．Gungnir」（岡格尼爾），出自奧丁主神的槍，擲出後必定命中。
芙蘭朵露・斯卡蕾特（フランドール・スカーレット，Flandre Scarlet）
種族：吸血鬼
能力：將一切悉數破壞程度的能力
主題曲：
- 　U.N.OWEN就是她嗎？（紅魔鄉）

登場： 
- 《紅魔鄉》Ex面BOSS
- 《文花帖》LEVEL Ex BOSS
- 《秘封噩夢日記》噩夢週日BOSS
- 《剛欲異聞》自機、敵機
- 《求聞史紀》、《儚月抄》（四格）、《三月精S》、《鈴奈庵》、《智靈奇傳》

Extra頭目。蕾米莉亞的妹妹。生存了495年以上。破壞力極大，因此平時會被禁止出外與人接觸。能夠無視一切，將任何生物的弱點「目」任意操縱、破壞。一個「目」被破壞，意味一個生命消亡。所以蕾米莉亞才把她鎖在紅魔館的地下室，直至紅霧異變被解決，才有一點點有限度的自由和靈夢等人戰鬥。

## 《妖妖夢》中首次登場
蕾蒂・霍瓦特洛克（レティ・ホワイトロック，Letty Whiterock）
種族：妖怪（雪女）
能力：操縱寒氣程度的能力
主題曲：
- 　Crystallize Silver（妖妖夢）

登場： 
- 《妖妖夢》1面BOSS
- 《文花帖》LEVEL 2 BOSS
- 《心綺樓》背景觀眾
- 《求聞史紀》、《儚月抄》（漫畫）、《儚月抄》（四格）、《三月精O》、《茨歌仙》、《鈴奈庵》

一面頭目。因為冬天來臨而變得活躍的妖怪。為了阻止靈夢等人打破她喜愛的冬天，因此對她們展開攻擊。
橙（Chen）
種族：妖獸（妖怪貓）
能力：
嚇唬人類程度的能力（非式神）
使用妖術程度的能力（式神）
主題曲：
- 　凋葉棕（withered leaf）（妖妖夢）

登場： 
- 《妖妖夢》2面道中及BOSS、Ex面道中
- 《萃夢想》、《緋想天》、《非想天則》、《憑依華》八雲紫的符卡
- 《文花帖》LEVEL 6 BOSS
- 《心綺樓》背景觀眾
- 《求聞史紀》、《儚月抄》（漫畫）、《儚月抄》（四格）、《三月精》（全）、《茨歌仙》、《鈴奈庵》、《智灵奇传》

二面中頭目及頭目、Extra中頭目。憑依在山中居住的貓又身上。懼怕水，而其力量也是來自憑依的式神，遇水就會分離，所以水是她的大敵。
愛麗絲・瑪格特洛依德（アリス・マーガトロイド，Alice Margatroid）
種族：魔法使
能力：
操縱魔法程度的能力（妖妖夢、萃夢想、永夜抄）
操控人偶程度的能力（地靈殿、求聞史紀）
主題曲：
- 　人偶裁判 ～ 玩弄人形的少女（妖妖夢、萃夢想(夜晚)）
- 　布加勒斯特的人偶師（萃夢想(白天)、緋想天，原妖妖夢3面道中曲）

登場： 
- 《妖妖夢》3面道中及BOSS
- 《萃夢想》、《永夜抄》、《緋想天》、《非想天則》自機、敵機
- 《文花帖》LEVEL 3 BOSS
- 《地靈殿》霧雨魔理沙的輔助射擊
- 《心綺樓》背景觀眾
- 《彈幕天邪鬼》第七日BOSS
- 《求聞史紀》、《儚月抄》（漫畫）、《儚月抄》（四格）、《三月精》（全）、《茨歌仙》、《鈴奈庵》、《智灵奇传》

三面中頭目及頭目。與靈夢一行戰鬥只是因為偶然遇到而想以自己的魔法與她們一決勝負。戰鬥時不想希望壓倒對手，只是盡量以比對手強少許的能力戰鬥。普遍认为，爱丽丝·玛格特罗依德是PC-9800系列作品中登场的人物“爱丽丝”在新作中的接续，后来ZUN在2003年的一个采访中承认该关系。另外此角色在本作的Music Room和Result的背景中會出現。
莉莉・霍瓦特／莉莉・白／莉莉・懷特（リリーホワイト，Lily White）
種族：妖精
能力：告知春天到來程度的能力
登場： 
- 《妖妖夢》4面道中
- 《花映塚》敵機
- 《妖精大戰爭》道中
- 《心綺樓》背景觀眾
- 《天空璋》3面道中
- 《求聞史紀》、《儚月抄》（漫畫）、《三月精S》、《三月精V》、《茨歌仙》、《鈴奈庵》

四面中頭目。傳達春天來臨的消息的妖精。當春天來臨時她會表現得極為興奮。而她的興奮是以彈幕表現出來的。今次的出現是因為雲上的範圍已進入春天，所以才會在靈夢等人面前現身。
露娜薩・普莉兹姆利巴（ルナサ・プリズムリバー，Lunasa Prismriver）
種族：騷靈
能力：
不用雙手操控就能演奏樂器程度的能力（妖妖夢、求聞史紀）
演奏憂鬱之音程度的能力（花映塚）
主題曲：
- 　幽靈樂團 ～ Phantom Ensemble（妖妖夢、花映塚）

登場： 
- 《妖妖夢》4面BOSS
- 《花映塚》自機、敵機
- 《心綺樓》背景觀眾
- 《憑依華》背景舞臺演奏者
- 《求聞史紀》、《儚月抄》（漫畫）、《三月精V》、《茨歌仙》、《鈴奈庵》

四面頭目。騷靈三姐妹的長女，所謂引發騷靈現象的東西屋。屢次獲招待到西行寺家作表演。在這次也因為要舉行賞花大會，因此亦被邀請到來。性格陰暗。擅長弦樂器，特別是小提琴。
梅露蘭・普莉兹姆利巴（メルラン・プリズムリバー，Merlin Prismriver）
種族：騷靈
能力：
不用雙手操控就能演奏樂器程度的能力（妖妖夢、求聞史紀）
演奏狂躁之音程度的能力（花映塚）
主題曲：
- 　幽靈樂團 ～ Phantom Ensemble（妖妖夢、花映塚）

登場： 
- 《妖妖夢》4面BOSS
- 《花映塚》自機、敵機
- 《心綺樓》背景觀眾
- 《憑依華》背景舞臺演奏者
- 《求聞史紀》、《儚月抄》（漫畫）、《三月精V》、《茨歌仙》、《鈴奈庵》

四面頭目。騷靈三姐妹的次女，所謂引發騷靈現象的東西屋。屢次獲招待到西行寺家作表演。在這次也因為要舉行賞花大會，因此亦被邀請到來。性格開朗。擅長管樂器，特別是小號。
莉莉卡・普莉兹姆利巴（リリカ・プリズムリバー，Lyrica Prismriver）
種族：騷靈
能力：
不用雙手操控就能演奏樂器程度的能力（妖妖夢、求聞史紀）
演奏幻想之音程度的能力（花映塚）
主題曲：
- 　幽靈樂團 ～ Phantom Ensemble（妖妖夢、花映塚）

登場： 
- 《妖妖夢》4面BOSS
- 《花映塚》自機、敵機
- 《心綺樓》背景觀眾
- 《憑依華》背景舞臺演奏者
- 《求聞史紀》、《儚月抄》（漫畫）、《三月精V》、《茨歌仙》、《鈴奈庵》

四面頭目。騷靈三姐妹的三女，所謂引發騷靈現象的東西屋。屢次獲招待到西行寺家作表演。在這次也因為要舉行賞花大會，因此亦被邀請到來。性格狡猾。擅長任何樂器，常用鍵盤及敲擊樂器。

魂魄妖夢（魂魄 妖夢／こんぱく ようむ，Konpaku Youmu）
種族：半人半靈
職業：庭師、護衛
能力：使用劍術程度的能力
主題曲：
- 　廣有射怪鳥事 ～ Till When?（妖妖夢、萃夢想(白天)、緋想天、非想天則）
- 　東方妖妖夢 ～ Ancient Temple（萃夢想(夜晚)、花映塚，原妖妖夢5面道中曲）

登場： 
- 《妖妖夢》5面道中及BOSS、6面道中
- 《萃夢想》、《永夜抄》、《花映塚》、《緋想天》、《非想天則》自機、敵機
- 《文花帖》LEVEL 6 BOSS
- 《神靈廟》、《鬼形獸》自機
- 《心綺樓》背景觀眾
- 《彈幕天邪鬼》第七日BOSS
- 《求聞史紀》、《香霖堂》、《紫香花》、《儚月抄》（全）、《三月精》（全）、《茨歌仙》、《鈴奈庵》、《醉蝶華》、《智灵奇传》

五面中頭目及頭目、六面中頭目。西行寺家專屬的庭師兼劍術指導。受幽幽子之命收集幻想鄉的春。
西行寺幽幽子（西行寺 幽々子／さいぎょじ ゆゆこ，Saigyouji Yuyuko）
種族：亡靈
能力：操縱死亡程度的能力
主題曲：
- 　幽雅地綻放吧，墨染的櫻花 ～ Border of Life（妖妖夢、萃夢想、緋想天、非想天則）
- 　Ghost Lead（神靈廟）

登場： 
- 《妖妖夢》6面BOSS
- 《萃夢想》、《永夜抄》、《緋想天》、《非想天則》自機、敵機
- 《文花帖》LEVEL 8 BOSS
- 《神靈廟》1面BOSS
- 《心綺樓》背景觀眾
- 《彈幕天邪鬼》第四日BOSS
- 《秘封噩夢日記》噩夢週一BOSS
- 《鬼形獸》魂魄妖夢線 Ending No. 09
- 《求聞史紀》、《紫香花》、《儚月抄》（小說）、《儚月抄》（漫畫）、《三月精》（全）、《茨歌仙》、《鈴奈庵》、《智靈奇傳》、《醉蝶華》、《智灵奇传》

六面頭目。西行寺家的大小姐。在聽說解開妖櫻樹「西行妖」的封印後可使樹下死人復活的傳說後感到興趣，命令妖夢收集幻想鄉的春。但身為亡靈的自己不知道，樹下的屍體就是自己，一旦解開「西行妖」的封印，自己會再度進入輪迴。所以，她看見「西行妖」盛開之日，絕不會到來。
八雲藍（八雲 藍／やくも らん，Yakumo Ran）
種族：妖獸（九尾狐）
能力：使馭式神程度的能力
主題曲：
- 　少女幻葬 ～ Necro-Fantasy（妖妖夢）

登場： 
- 《妖妖夢》Ex面BOSS、Ph面道中
- 《永夜抄》八雲紫通常射擊
- 《萃夢想》、《緋想天》、《非想天則》、《憑依華》八雲紫的符卡
- 《文花帖》LEVEL 8 BOSS
- 《心綺樓》背景觀眾
- 《秘封噩夢日記》噩夢週三BOSS
- 《求聞史紀》、《儚月抄》（小說）、《儚月抄》（漫畫）、《三月精》（全）、《茨歌仙》、《鈴奈庵》、《智灵奇传》

Extra頭目、Phantasm中頭目。憑依在九尾狐身上。代替著睡眠的主人出外行動。雖然自己是式神，但也擁有屬於自己的式神。本身式神來自數式的結合，所以自身對數學持有非常的見解。是傳說中的狐姬。
八雲紫（八雲 紫／やくも ゆかり，Yakumo Yukari）
種族：妖怪
能力：操縱境界程度的能力
主題曲：
- 　Necro-Fantasia（妖妖夢）
- 　夜幕降臨 ～ Evening Star（萃夢想、憑依華）
- 　夜幕降臨（緋想天、非想天則）
- 　憑坐於夢與現實之間 ～ Necro-Fantasia（憑依華(故事模式)）

登場： 
- 《妖妖夢》Ph面BOSS
- 《萃夢想》、《永夜抄》、《緋想天》、《非想天則》、《憑依華》自機、敵機
- 《文花帖》LEVEL Ex BOSS
- 《地靈殿》博麗靈夢的輔助射擊
- 《心綺樓》背景觀眾
- 《彈幕天邪鬼》最終日BOSS
- 《紺珠傳》霧雨魔理沙線 Ending No. 03
- 《秘封噩夢日記》噩夢週六BOSS、噩夢日記BOSS
- 《求聞史紀》、《香霖堂》、《紫香花》、《儚月抄》（小說）、《儚月抄》（漫畫）、《三月精》（全）、《茨歌仙》、《鈴奈庵》、《醉蝶華》、《智灵奇传》

Phantasm頭目。可操控境界的隙間妖怪。就寢的時候會把事務交給藍去做。這次也受到了友人幽幽子的委託修復幽冥結界。

## 《萃夢想》中首次登場
伊吹萃香（伊吹 萃香／いぶき すいか，Ibuki Suika）
種族：鬼
能力：操縱密度程度的能力
主題曲：
- 　御伽之國的鬼島 ～ Missing Power（萃夢想）
- 　碎月（緋想天、非想天則，原萃夢想劇情曲）

登場： 
- 《萃夢想》、《緋想天》、《非想天則》自機、敵機
- 《文花帖》LEVEL Ex BOSS
- 《地靈殿》博麗靈夢的輔助射擊
- 《DS文花帖》LEVEL 6 BOSS
- 《心綺樓》背景觀眾
- 《彈幕天邪鬼》第九日BOSS
- 《秘封噩夢日記》噩夢週五BOSS
- 《求聞史紀》、《儚月抄》（漫畫）、《儚月抄》（四格）、《三月精S》、《三月精O》、《三月精V》、《茨歌仙》、《鈴奈庵》、《醉蝶華》

新增角色，本作最终BOSS，也是本次异变源头，由于每次赏花宴会都只持续很短的时间，于是她让人们不停地举行宴会，本人则利用自己的能力化为雾状，享受宴会时的气氛。

## 《永夜抄》中首次登場
莉格露・奈特巴格（リグル・ナイトバグ，Wriggle Nightbug）
種族：妖蟲
能力：操縱蟲子程度的能力
主題曲：
- 　蠢蠢的秋月 ～ Mooned Insect（永夜抄）

登場： 
- 《永夜抄》1面道中及BOSS
- 《文花帖》LEVEL 1 BOSS
- 《心綺樓》背景觀眾
- 《求聞史紀》、《儚月抄》（漫畫）、《儚月抄》（四格）、《三月精O》、《三月精V》、《茨歌仙》

第一關中頭目及頭目。螢火蟲妖怪。看上去很像男生，其實是女孩。害怕殺蟲劑和寒冷。一般她的出現，通常會伴隨著一大堆有毒或組織性強的昆蟲（反而令殺蟲劑這個弱點更明顯了）。
米斯蒂婭・蘿蕾拉（ミスティア・ローレライ，Mystia Lorelei）
種族：妖怪（夜雀）
職業：燒烤店店主、歌手
能力：用歌聲迷惑人程度的能力
主題曲：
- 　已經只能聽見歌聲了（永夜抄）
- 　已經只能聽見歌聲了 ～ Flower Mix（花映塚）

登場： 
- 《永夜抄》2面道中及BOSS
- 《花映塚》自機、敵機
- 《心綺樓》背景觀眾
- 《求聞史紀》、《儚月抄》（漫畫）、《儚月抄》（四格）、《三月精S》、《三月精O》、《三月精V》、《茨歌仙》、《鈴奈庵》

第二關中頭目及頭目。會以歌聲令夜間走路的人迷路，還會使人得到鳥目（在一定時間內視力減退，而且通常在夜間才會遇上她，說成夜盲也亦無不可）。
上白澤慧音（上白沢 慧音／かみしらさわ けいね，Kamishirasawa Keine）
種族：半獸（半人半白澤）
職業：私塾教師
能力：
吞噬(隱藏)歷史程度的能力（人類形態）
創造歷史程度的能力（白澤形態）
主題曲：
- 　Plain Asia（永夜抄）

登場： 
- 《永夜抄》3面道中及BOSS（人類形態）、Ex面道中（白澤形態）
- 《文花帖》LEVEL 3 BOSS
- 《心綺樓》背景觀眾
- 《彈幕天邪鬼》第三日BOSS
- 《求聞史紀》、《儚月抄》（全）、《三月精E》、《三月精O》、《三月精V》、《茨歌仙》、《鈴奈庵》

第三關中頭目及頭目、Extra中頭目。平時與人類沒有分別，但一到滿月之夜時就會化為聖獸白澤。在人類形態時，可以將歷史消滅;在白澤形態時，則可以創造歷史。第三面時衣服是藍色、戴秀才帽；Extra時衣服是綠色、長出角。
因幡帝／因幡天為（因幡 てゐ／いなば てい，Inaba Tei／Inaba Tewi）
種族：妖獸（妖怪兔）
能力：賦予人類幸運程度的能力
主題曲：
- 　宇佐大人的白旗（花映塚）

登場： 
- 《永夜抄》5面道中
- 《花映塚》自機、敵機
- 《文花帖》LEVEL 4 BOSS
- 《心綺樓》背景觀眾
- 《憑依華》鈴仙登場動作串場
- 《求聞史紀》、《儚月抄》（全）、《三月精S》、《三月精O》、《三月精V》、《茨歌仙》、《鈴奈庵》

第五關中頭目。因健康成長而化為妖怪的兔。在本作中無對話及符卡，只會在使用終句（Last Spell）時出現立繪。極端地狡猾，其詐騙技巧在幻想鄉無人能及，再聰明的人或妖怪也會被她那小孩子的面孔而受騙。
鈴仙・優曇華院・因幡／鈴仙・優曇華院・稻葉（鈴仙・優曇華院・イナバ／レイセン・うどんげいん・イナバ，Reisen Udongein Inaba）
種族：月兔
能力：
操縱狂氣程度的能力（永夜抄、花映塚、緋想天、求聞史紀、儚月抄）
操作波長程度的能力（紺珠傳）
主題曲：
- 　狂氣之瞳 ～ Invisible Full Moon（永夜抄、花映塚、緋想天、非想天則、深秘錄、憑依華）

登場： 
- 《永夜抄》5面BOSS
- 《花映塚》、《緋想天》、《非想天則》、《深秘錄》、《憑依華》自機、敵機
- 《文花帖》LEVEL 4 BOSS
- 《心綺樓》背景觀眾
- 《紺珠傳》自機
- 《求聞史紀》、《儚月抄》（全）、《三月精S》、《三月精O》、《三月精V》、《茨歌仙》、《鈴奈庵》

第五關頭目。住在月上的兔，眼神可以使人發狂。「優曇華院」是永琳給的稱呼，而「イナバ」則是輝夜對兔的統稱，同時亦是為了避免永遠亭的妖怪兔起疑而使用。
八意永琳（八意 永琳／やごころ えいりん，Yagokoro Eirin）
種族：月人
職業：藥師
能力：製作所有藥物程度的能力
主題曲：
- 　千年幻想郷 ～ History of the Moon（永夜抄）

登場： 
- 《永夜抄》6面道中及BOSS（A）、6面道中（B）
- 《文花帖》LEVEL 9 BOSS
- 《心綺樓》背景觀眾
- 《秘封噩夢日記》噩夢週二BOSS
- 《求聞史紀》、《儚月抄》（全）、《三月精S》、《三月精V》、《茨歌仙》、《鈴奈庵》

最終關（Ａ）道中頭目及最終頭目、最終關（Ｂ）道中頭目。制作蓬萊仙藥的天才藥師（其聰明程度被月球上的同伴稱為「月之頭腦」）。雖然實力比輝夜強，但平時都是把自己的實力壓在輝夜之下的。因為不死藥是自己制作的而自己卻無罪，所以對因吃下不死藥而被流放的輝夜感到內疚。
蓬萊山輝夜（蓬莱山 輝夜／ほうらいさん かぐや，Houraisan Kaguya）
種族：月人
能力：操縱永遠與須臾程度的能力
主題曲：
- 　竹取飛翔 ～ Lunatic Princess（永夜抄）

登場： 
- 《永夜抄》6面BOSS（B）
- 《文花帖》LEVEL 9 BOSS
- 《心綺樓》背景觀眾
- 《紺珠傳》結局
- 《秘封噩夢日記》噩夢週二BOSS
- 《求聞史紀》、《儚月抄》（全）、《三月精S》、《茨歌仙》、《鈴奈庵》

最終關（Ｂ）頭目。由於吃下了不死禁藥，被從月球放逐到地球上，不老不死。她也是知名的輝夜姬（竹取物語中出謎題考驗他人的公主）。
藤原妹紅（藤原 妹紅／ふじわらの もこう，Fujiwara no Mokou）
種族：蓬萊人
能力：不老不死的程度的能力
主題曲：
- 　飄上月球，不死之煙（永夜抄、深秘錄、憑依華）

登場： 
- 《永夜抄》Ex面BOSS
- 《文花帖》LEVEL Ex BOSS
- 《心綺樓》背景觀眾
- 《彈幕天邪鬼》第三日BOSS
- 《深秘錄》、《憑依華》自機、敵機
- 《秘封噩夢日記》噩夢週五BOSS
- 《求聞史紀》、《儚月抄》（全）、《三月精E》、《三月精O》、《三月精V》、《茨歌仙》、《鈴奈庵》

Extra頭目。過去其父親因向輝夜求婚，被輝夜的謎題羞辱了一番，因此妹紅怨恨輝夜起來，兩人一直互相仇視對方。有不老不死的能力，就算被消滅至剩下一條頭髮也可再生，不過會因其痛楚昏迷幾日。其不老不死的能力，外界猜測可能她服用了蓬萊之藥，才能做到和天人有同等的不老不死能力。每擊破她一張符卡她就會被「消滅」，然後又會回復原狀（大約1到2秒）。
以為靈夢、魔理沙、咲夜（組）是輝夜派來找碴的而開戰，妖夢（組）則是因為幽幽子認為蓬萊人是被詛咒的身體而開戰（或者只是想嘗試看看不死的亡靈吃下蓬萊人的肝臟會發生什麼事）。

## 《花映塚》中首次登場
射命丸文（射命丸 文／しゃめいまる あや，Syameimaru Aya／Shameimaru Aya）
種族：鴉天狗
職業：記者
能力：操縱風程度的能力
主題曲：
- 　風神少女（花映塚、緋想天、非想天則）
- 　妖怪之山 ～ Mysterious Mountain（風神錄、DS文花帖）

登場： 
- 《文花帖》（書籍）主角
- 《花映塚》、《緋想天》、《非想天則》自機、敵機
- 《文花帖》、《DS文花帖》、《天空璋》自機
- 《風神錄》4面BOSS
- 《地靈殿》博麗靈夢的輔助射擊
- 《心綺樓》背景觀眾
- 《彈幕天邪鬼》第六日BOSS
- 《虹龍洞》BAD Ending
- 《求聞史紀》、《儚月抄》（漫畫）、《儚月抄》（四格）、《三月精S》、《三月精O》、《三月精V》、《茨歌仙》、《鈴奈庵》

她是報章《文文。新聞》的編輯。當百花齊放的景象出現時，她立即就注意到此事的新聞價值。不過更加吸引她注意的卻是幽靈的出現，所以她就集中將新聞焦點放在有出現幽靈附著的花。
文初登場的作品其實是《文花帖》（書籍），在遊戲中首次登場的則是《花映塚》。
梅蒂欣・梅蘭可莉（メディスン・メランコリー，Medicine Melancholy）
種族：妖怪（毒人偶）
能力：操縱毒程度的能力
主題曲：
- 　劇毒身體 ～ Forsaken Doll（花映塚）

登場： 
- 《花映塚》自機、敵機
- 《文花帖》LEVEL 4 BOSS
- 《心綺樓》背景觀眾
- 《求聞史紀》、《儚月抄》（漫畫）、《鈴奈庵》

被遺棄在鈴蘭田，後來變成妖怪的人偶。雖然她對異變沒有興趣，但如果有甚麼人經過鈴蘭田的話，她會非常樂意地與其一戰的。
風見幽香（風見 幽香／かざみ ゆうか，Kazami Yuka）
種族：妖怪
能力：操縱花程度的能力
主題曲：
- 　今昔幻想郷 ～ Flower Land（花映塚）

登場： 
- 《花映塚》自機、敵機
- 《心綺樓》背景觀眾
- 《求聞史紀》、《儚月抄》（漫畫）、《三月精O》、《三月精V》、《茨歌仙》、《鈴奈庵》

棲息在幻想鄉的強大妖怪。她已經作為一名妖怪生存了一段非常長的時間，對此異變的成因瞭如指掌，可是因為她只顧觀賞花，所以成為大家的攻擊對象。
小野塚小町（小野塚 小町／おのづか こまち，Onozuka Komachi／Onoduka Komachi）
種族：死神
職業：三途川擺渡人
能力：操縱距離程度的能力
主題曲：
- 　彼岸歸航 ～ Riverside View（花映塚、緋想天、非想天則）

登場： 
- 《花映塚》、《緋想天》、《非想天則》自機、敵機
- 《文花帖》LEVEL 10 BOSS
- 《心綺樓》背景觀眾
- 《求聞史紀》、《儚月抄》（漫畫）、《儚月抄》（四格）、《三月精S》、《三月精O》、《三月精V》、《茨歌仙》、《鈴奈庵》

死神。雖然這次異變不是一個人的責任，但以程度來說，小町的責任是最大的。作為運送幽靈從幻想鄉往彼岸的引路人的她，因為偷懶而沒能及時處理大量湧現的幽靈，引致幽靈附在花朵上，使所有的花都盛開起來。
四季映姬・亞瑪薩那度（四季映姫・ヤマザナドゥ／しきえいき·ヤマザナドゥ，Shikieiki Yamaxanadu）
種族：閻魔
職業：死者審判官
能力：判斷是非黑白程度的能力
主題曲：
- 　第六十年的東方審判 ～ Fate of Sixty Years（花映塚）

登場： 
- 《花映塚》自機、敵機
- 《文花帖》LEVEL 10 BOSS
- 《心綺樓》背景觀眾
- 《秘封噩夢日記》噩夢週一BOSS
- 《鬼形獸》魂魄妖夢線 Ending No. 07
- 《求聞史紀》、《紫香花》、《儚月抄》（漫畫）、《三月精O》、《三月精V》、《茨歌仙》

審判死者的閻魔。知道小町無法運送死者來到她面前，因此來到幻想鄉處視察。看見幻想鄉四處開花，並受到人類和妖怪的挑戰後，終於了解到這次異變的事態。每當有人類或妖怪來到她面前，她都會對對方訓話一番。

## 《風神錄》中首次登場
秋靜葉（秋 静葉／あき しずは，Aki Shizuha）
種族：神明
能力：掌管紅葉程度的能力
登場： 
- 《風神錄》1面道中
- 《DS文花帖》LEVEL 1 BOSS
- 《心綺樓》背景觀眾
- 《求聞口授》、《儚月抄》（漫畫）、《儚月抄》（四格）、《三月精O》、《茨歌仙》、《鈴奈庵》

第一關中頭目。穰子之姐，紅葉之神，八百萬神的一員。
秋穰子（秋 穣子／あき みのりこ，Aki Minoriko）
種族：神明
能力：掌管豐收程度的能力
主題曲：
- 　會受稻田姬的斥責啦（風神錄）

登場： 
- 《風神錄》1面BOSS
- 《DS文花帖》LEVEL 1 BOSS
- 《心綺樓》背景觀眾
- 《求聞口授》、《儚月抄》（漫畫）、《儚月抄》（四格）、《三月精O》、《茨歌仙》、《鈴奈庵》

第一關頭目。靜葉之妹，豐穰之神。和靜葉同為幻想鄉八百萬之神的其中兩神。
雖然遊戲中其名稱是寫成，但在作品付錄的中卻寫為，兩者讀音都相同。

鍵山雛（鍵山 雛／かぎやま ひな，Kagiyama Hina）
種族：疫病神（厄運神）
能力：儲存厄運程度的能力
主題曲：
- 　命運的陰暗面（風神錄）

登場： 
- 《風神錄》2面道中及BOSS
- 《DS文花帖》LEVEL 2 BOSS
- 《心綺樓》背景觀眾
- 《求聞口授》、《儚月抄》（漫畫）、《三月精O》、《三月精V》、《茨歌仙》、《鈴奈庵》

第二關中頭目及頭目。災厄之神。為了阻止靈夢及魔理沙進入危險的妖怪之山而對兩人展開攻擊。人類觸及她一定會沾染上惡運，但她卻不會被自己收集來的厄運影響，因為她只是儲存他人的厄運，而非本身的厄運。
河城荷取（河城 にとり／かわしろ にとり，Kawashiro Nitori）
種族：河童
職業：技師
能力：操縱水程度的能力
主題曲：
- 　芥川龍之介的河童 ～ Candid Friend（風神錄、心綺樓、深秘錄、憑依華）

登場： 
- 《風神錄》3面道中及BOSS
- 《地靈殿》霧雨魔理沙的輔助射擊
- 《DS文花帖》LEVEL 4 BOSS
- 《心綺樓》、《深秘錄》、《憑依華》自機、敵機
- 《彈幕天邪鬼》第六日BOSS
- 《求聞口授》、《儚月抄》（漫畫）、《三月精O》、《三月精V》、《茨歌仙》、《鈴奈庵》

第三關中頭目及頭目。河童。警告靈夢一夥不要入侵妖怪之山無效後，對她們展開攻擊，順便測試自己新製成的「光學迷彩服」（但只能在躲藏時發動光學迷彩，經測試後，重新考慮其可用性）。在妖怪之山所棲息的河童，基本上其形象都是一樣的，主要是頭戴盤子（帽子），背上有龜殼（背包）。其科技在幻想鄉可謂數一數二，對外界的產物有極重的好奇心，通常會拆開再重組了解其結構。不過對陌生人非常怕生，一般看到一眼都會很快地逃走了。
犬走椛（犬走 椛／いぬばしり もみじ，Inubashiri Momiji）
種族：白狼天狗
職業：巡邏警衛
能力：看見千里之外程度的能力
登場： 
- 《風神錄》4面道中
- 《DS文花帖》LEVEL 4 BOSS
- 《彈幕天邪鬼》第六日BOSS
- 《三月精O》、《茨歌仙》、《鈴奈庵》

第四關中頭目。白狼天狗，為射命丸文的後輩。向入侵妖怪之山的靈夢一行展開威嚇攻擊。其後聽從大天狗的命令，暗中監視兩人。
東風谷早苗（東風谷 早苗／こちや さなえ，Kochiya Sanae）
種族：人類
職業：風祝（かぜはふり）
能力：引發奇蹟程度的能力
主題曲：
- 　信仰是為了虛幻之人（風神錄、非想天則）

登場：
- 《風神錄》5面道中及BOSS
- 《地靈殿》Ex面道中
- 《星蓮船》、《神靈廟》、《紺珠傳》、《虹龍洞》自機
- 《非想天則》自機、敵機
- 《DS文花帖》LEVEL Ex BOSS
- 《心綺樓》背景觀眾
- 《彈幕天邪鬼》第七日BOSS
- 《求聞史紀》、《儚月抄》（漫畫）、《三月精S》、《三月精V》、《茨歌仙》、《鈴奈庵》

第五關中頭目及頭目。守矢神社的風祝，向博麗神社提出停業警告，但後來被靈夢打敗了。其實她是作為現人神、EXTRA頭目洩矢 諏訪子的子孫的存在。其實其喚來神風之力是來自諏訪子的後代的力量，只是她本人並沒知情罷了。
八坂神奈子（八坂 神奈子／やさか かなこ，Yasaka Kanako）
種族：神明
能力：創造程度的能力
主題曲：
- 　神聖莊嚴的古戰場 ～ Suwa Foughten Field（風神錄）

登場： 
- 《風神錄》6面BOSS及Ex面道中
- 《非想天則》支援
- 《DS文花帖》LEVEL 11 BOSS
- 《心綺樓》背景觀眾
- 《彈幕天邪鬼》第九日BOSS
- 《秘封噩夢日記》噩夢週一BOSS
- 《求聞口授》、《儚月抄》（漫畫）、《三月精S》、《三月精O》、《三月精V》、《茨歌仙》、《鈴奈庵》、《智靈奇傳》
- 《剛欲異聞》自機、敵機
- 《虹龍洞》東風谷早苗線 Ending No.08

第六關（最終關）頭目、Extra中頭目。早苗所祭祀的山神。當初私自把神社移到妖怪之山，引起山上天狗們的警戒，後來和解。形象為蛇，守矢神社中兩柱神的其中一柱神。
其收納博麗神社的念頭是因為她自覺只靠妖怪間的信仰並不足夠，于是就想到利用山下的神社－博麗神社作為分社，收集人類對她和諏訪子的信仰。
洩矢諏訪子（洩矢 諏訪子／もりや すわこ，Moriya Suwako）
種族：神明
能力：創造坤程度的能力
主題曲：
- 　Native Faith（風神錄）
- 　明日之盛，昨日之俗（非想天則，原風神錄Ex面道中曲）

登場：
- 《風神錄》Ex面BOSS
- 《非想天則》自機、敵機、支援
- 《DS文花帖》LEVEL 11 BOSS
- 《心綺樓》背景觀眾
- 《彈幕天邪鬼》第九日BOSS
- 《秘封噩夢日記》噩夢週一BOSS
- 《剛欲異聞》八坂神奈子線 Ending
- 《求聞史紀》、《儚月抄》（漫畫）、《儚月抄》（四格）、《三月精S》、《三月精V》、《茨歌仙》

Extra頭目。守矢神社所祭祝的以青蛙為形象、兩柱神的其中一柱神。與到訪神社本殿的靈夢和魔理沙進行了名為「神的遊戲」的彈幕戰。其實要追溯到守矢神社的源頭的話，諏訪子才是真正在守矢神社所供奉的神明。

## 《緋想天》中首次登場
永江衣玖（永江 衣玖／ながえ いく，Nagae Iku）
種族：妖怪（龍宮使者）
能力：解讀周遭程度的能力
主題曲：
- 　黑海中的緋紅 ～ Legendary Fish（緋想天）

登場：
- 《緋想天》、《非想天則》自機、敵機
- 《DS文花帖》LEVEL 10 BOSS
- 《心綺樓》背景觀眾
- 《秘封噩夢日記》噩夢週四BOSS
- 《茨歌仙》、《鈴奈庵》

龍宮的使者，皇帶魚妖怪。引領登上山上的人前往天界。在衣玖的故事模式中，衣玖因為感受到地震的發生，而出發把這消息告知幻想鄉的所有人。
比那名居天子（比那名居 天子／ひななゐ てんし，Hinanawi Tenshi）
種族：天人
能力：操縱大地程度的能力
主題曲：
- 　有頂天變 ～ Wonderful Heaven（緋想天、憑依華）
- 　幼小的有頂天（緋想天）

登場：
- 《緋想天》、《非想天則》、《憑依華》自機、敵機
- 《DS文花帖》LEVEL 10 BOSS
- 《心綺樓》背景觀眾
- 《彈幕天邪鬼》最終日BOSS
- 《秘封噩夢日記》噩夢週二BOSS
- 《三月精O》、《三月精V》、《茨歌仙》、《鈴奈庵》、《智靈奇傳》

天人，在沉悶的時候想著「引起一個異變讓人類來戰鬥吧」，於是收集氣質，在博麗神社處引起地震。

## 《地靈殿》中首次登場
琪斯美（キスメ，Kisume）
種族：钓瓶落
能力：降下鬼火程度的能力
登場： 
- 《地靈殿》1面道中
- 《DS文花帖》LEVEL 3 BOSS
- 《三月精O》、《茨歌仙》、《鈴奈庵》

第一關中頭目。可怕的水井妖怪。
黑谷山女（黑谷 ヤマメ／くろだに ヤマメ，Kurodani Yamame）
種族：土蜘蛛
能力：操縱疾病（主要是傳染病）程度的能力
主題曲：
- 　被封印的妖怪 ～ Lost Place（地靈殿）

登場： 
- 《地靈殿》1面BOSS
- 《DS文花帖》LEVEL 3 BOSS
- 《心綺樓》背景觀眾
- 《剛欲異聞》敵機
- 《求聞口授》、《三月精O》、《茨歌仙》、《鈴奈庵》

第一關頭目。能操縱疾病程度的能力。其能力而被所有见过她的人所讨厌。只是，她本人并不会随便让他人患上疾病。经常和她接触就会发现她是个开朗有趣的妖怪，
在地下的妖怪之间非常有人气。
水橋帕露西（水橋 パルスィ／みずはし パルスィ，Mizuhashi Parsee）
種族：橋姬
能力：操縱嫉妒心程度的能力
主題曲：
- 　綠眼的嫉妒（地靈殿）

登場： 
- 《地靈殿》2面道中及BOSS
- 《DS文花帖》LEVEL 2 BOSS
- 《心綺樓》背景觀眾
- 《求聞口授》、《三月精O》、《茨歌仙》

第二關中頭目及頭目。種族為橋姬。因嫉妒心而對前來地底的靈夢們攻擊。
星熊勇儀（星熊 勇儀／ほしぐま ゆうぎ，Hoshiguma Yuugi）
種族：鬼
能力：擁有怪力亂神程度的能力
主題曲：
- 　大江山的花之酒宴（地靈殿）

登場： 
- 《地靈殿》3面道中及BOSS
- 《DS文花帖》LEVEL 6 BOSS
- 《心綺樓》背景觀眾
- 《剛欲異聞》敵機
- 《求聞口授》、《三月精O》、《茨歌仙》、《鈴奈庵》

第三關中頭目及頭目。鬼族四天王「怪」、「力」、「乱」、「神」中「力」的代表，萃香的酒友。為了測試到來的人類的實力，與靈夢等人展開了戰鬥。
古明地覺（古明地 さとり／こめいじ さとり，Komeiji Satori）
種族：覺
能力：讀心程度的能力
主題曲：
- 　少女覺 ～ 3rd eye（地靈殿）

登場： 
- 《地靈殿》4面BOSS
- 《DS文花帖》LEVEL 9 BOSS
- 《心綺樓》背景觀眾
- 《深秘錄》古明地戀線 Ending
- 《秘封噩夢日記》噩夢週三BOSS
- 《智靈奇傳》主要角色
- 《求聞口授》、《三月精O》、《茨歌仙》

第四關頭目。是灼熱地獄遺址上的地靈殿的主人。種族為覺。對靈夢等人談到的「怨靈」和「噴泉」感到疑問和奇怪，於是與她們對決。戰敗後就引領了她們進入灼熱地獄遺址（地靈殿中庭）。比較特別的是，因為她會讀心術，因此面對不同選擇的角色和妖怪會使出不同的符卡攻擊。
火焰貓燐（火焔猫 燐／かえんびょう りん，Kaenbyou Rin）
別名：阿燐（お燐）
種族：火車
能力：帶走屍體程度的能力
主題曲：
- 　屍體旅行 ～ Be of good cheer!（地靈殿）

登場： 
- 《地靈殿》4面道中及5面道中（貓形態）、5面BOSS及6面道中（人形態）
- 《DS文花帖》LEVEL 8 BOSS
- 《心綺樓》背景觀眾
- 《智靈奇傳》主要角色
- 《求聞口授》、《三月精O》、《三月精V》、《茨歌仙》、《鈴奈庵》

第五關頭目、第六關中頭目。種族為火車。在第四關和第五關以貓的形態作為中頭目出現，並以人形作為第五關頭目及第六關中頭目。作為覺的寵物，同時被主人委任管理怨靈。為了解決由朋友空引發的異變，於是放出怨靈到地上，向妖怪們求援。
是東方系列歷代以來，在同一款遊戲中登場次數最多的BOSS。
靈烏路空（霊烏路 空／れいうじ うつほ，Reiuji Utsuho）
別名：阿空（おくう）
種族：體內寄宿著八咫烏的地獄鴉
能力：操控核融合程度的能力
主題曲：
- 　靈知的太陽信仰 ～ Nuclear Fusion（地靈殿、非想天則）

登場： 
- 《地靈殿》6面BOSS
- 《非想天則》自機、敵機
- 《DS文花帖》LEVEL 8 BOSS
- 《心綺樓》背景觀眾
- 《秘封噩夢日記》噩夢週三BOSS
- 《剛欲異聞》敵機
- 《求聞口授》、《三月精O》、《三月精V》、《茨歌仙》

第六關頭目。她是覺的寵物，也被主人委任調節灼熱地獄遺址的火力。原本只是一只地獄鴉，後來從山神八坂神奈子那裡被賜予了八咫烏的力量，不但姿態改變，力量也大為增強。由於使用了增長的力量，使得灼熱地獄的熱力上升，過多的力量變為間歇泉從地上噴出。
古明地戀（古明地 こいし／こめいじ こいし，Komeiji Koishi）
種族：覺
能力：操控無意識程度的能力
主題曲：
- 　哈德曼的妖怪少女（地靈殿、心綺樓、深秘錄、憑依華）

登場： 
- 《地靈殿》Ex面BOSS
- 《DS文花帖》LEVEL 9 BOSS
- 《心綺樓》、《深秘錄》、《憑依華》自機、敵機
- 《秘封噩夢日記》噩夢週三BOSS
- 《求聞口授》、《三月精O》、《茨歌仙》、《鈴奈庵》

Extra頭目。覺的妹妹。由於空的力量激增，戀也想使自己的寵物的力量上升，於是來到了守矢神社。從靈夢那裡聽說覺的事後，就與她們展開了戰鬥。有著操縱潛意識的能力。

## 《星蓮船》中首次登場
娜茲琳／娜茲玲（ナズーリン，Nazrin）
種族：妖怪鼠
職業：探寶者
能力：要搜尋東西就能搜尋到的能力
主題曲：
- 　小小的賢將（星蓮船）

登場： 
- 《星蓮船》1面道中及BOSS、5面道中
- 《DS文花帖》LEVEL 7 BOSS
- 《心綺樓》背景觀眾
- 《求聞口授》、《三月精O》、《茨歌仙》、《鈴奈庵》

一面中頭目，頭目及五面中頭目，能力是要搜尋東西就能搜尋到的能力。操縱著無數的老鼠，使喚牠們找尋自己要找的東西。雖是五面頭目寅丸星最信任的心腹，實際上是毘沙門天派來暗中監視星的妖怪。
多多良小傘（多々良 小傘／たたら こがさ，Tatara Kogasa）
種族：附喪神（唐傘妖怪）
能力：驚嚇人類程度的能力
主題曲：
- 　請注意萬年備用傘（星蓮船）

登場： 
- 《星蓮船》2面道中及BOSS、Ex面道中
- 《DS文花帖》LEVEL 3 BOSS
- 《神靈廟》3面道中
- 《心綺樓》背景觀眾
- 《剛欲異聞》敵機
- 《求聞口授》、《三月精O》、《三月精V》、《茨歌仙》

二面中頭目及頭目，能力是令人類驚嚇的能力（但從來沒有人類被嚇到），是由長年不被使用的傘化成的妖怪。
是目前東方系列中唯一有異色瞳的角色。
雲居一輪（雲居 一輪／くもい いちりん，Kumoi Ichirin）
種族：妖怪
職業：僧侶
能力：使用入道程度的能力
主題曲：
- 　守舊老爹與前衛少女（星蓮船、心綺樓、深秘錄、憑依華）

登場： 
- 《星蓮船》3面道中及BOSS
- 《DS文花帖》LEVEL 5 BOSS
- 《心綺樓》、《深秘錄》、《憑依華》自機、敵機
- 《剛欲異聞》村紗水蜜線 Ending
- 《求聞口授》、《三月精O》、《三月精V》、《茨歌仙》、《鈴奈庵》

三面中頭目及頭目，一輪的能力是使喚入道的能力，好像有著甚麼秘密而守著寶船不讓人進去似的。實際上，她和雲山是為了誘使得到飛船的碎片的靈夢等人們進入寶船，從而令寶船能夠前向魔界。是白蓮的追隨者之一。
雲山（雲山／うんざん，Unzan）
種族：見越入道
能力：自由改變形狀大小程度的能力
主題曲：
- 　守舊老爹與前衛少女（星蓮船、心綺樓、深秘錄、憑依華）

登場： 
- 《星蓮船》3面道中及BOSS
- 《DS文花帖》LEVEL 5 BOSS
- 《心綺樓》、《深秘錄》、《憑依華》自機、敵機
- 《求聞口授》、《三月精O》、《茨歌仙》、《鈴奈庵》

雖是性情頑固的入道，但它卻對一輪忠心不二。絕不會說謊，雲山的能力則是能自在地改變形態和大小的能力。和雲居一輪组合为三面中頭目及頭目。
村紗水蜜（村紗 水蜜／むらさ みなみつ，Murasa Minamitsu）
別名：村紗船長（ムラサ船長，Captain Murasa）
種族：船幽靈
職業：船長
能力：引發水難事故程度的能力
主題曲：
- 　Captain Murasa（星蓮船）

登場： 
- 《星蓮船》4面BOSS
- 《DS文花帖》LEVEL 5 BOSS
- 《心綺樓》背景觀眾
- 《剛欲異聞》自機、敵機
- 《求聞口授》、《三月精O》、《茨歌仙》、《鈴奈庵》

四面頭目，能力是引起水難事故的能力，是很久以前在海難事故中死了的人的靈魂化成的念縛靈。水蜜是原名，而村紗是代表該海域引發水難事故的妖怪，在水蜜死後成為念縛靈後，因其怨念過深，所以水蜜取代了其地位，成為現今的村紗水蜜。現在是白蓮追隨者的一員。
寅丸星（寅丸 星／とらまる しょう，Toramaru Shou）
種族：妖怪
職業：僧侶
能力：收集財寶程度的能力
主題曲：
- 　虎紋的毘沙門天（星蓮船）

登場： 
- 《星蓮船》5面BOSS
- 《DS文花帖》LEVEL 7 BOSS
- 《心綺樓》背景觀眾
- 《求聞口授》、《三月精O》、《茨歌仙》、《鈴奈庵》

五面頭目，能力是聚集財寶的能力，吉利的妖怪，白蓮追隨者的一員，亦是毗沙門天王（毘沙門天）半默認的弟子。可是毗沙門天王並不太放心，所以派出娜茲玲監視其一舉一動。
聖白蓮（聖 白蓮／ひじり びゃくれん，Hijiri Byakuren）
種族：魔法使
職業：僧侶
能力：使用魔法的能力（擅長提升體能的魔法）
主題曲：
- 　感情的摩天樓 ～ Cosmic Mind（星蓮船、心綺樓、深秘錄、憑依華）

登場： 
- 《星蓮船》6面BOSS
- 《DS文花帖》LEVEL 12 BOSS
- 《心綺樓》、《深秘錄》、《憑依華》自機、敵機
- 《彈幕天邪鬼》最終日BOSS
- 《秘封噩夢日記》噩夢週日BOSS
- 《剛欲異聞》村紗水蜜線 Ending
- 《求聞口授》、《三月精O》、《茨歌仙》、《鈴奈庵》、《智靈奇傳》

六面頭目，能力是使用魔法的能力，擅長提升體能的魔法。在很久以前曾接受委托去退治妖怪，暗地裡卻在幫助妖怪，因此與人們的期待之間產生了間隙，而被封印在魔界。後來希望幫助白蓮的妖怪計畫成功，利用靈夢等人的飛船碎片促使白蓮的在法界的封印被破解。
封獸鵺（封獸 ぬえ／ほうじゅう ぬえ，Houjuu Nue）
種族：鵺
能力：使人無法識別真實樣貌程度的能力
主題曲：
- 　平安時代的外星人（星蓮船）

登場： 
- 《星蓮船》4面道中及6面道中（光球形態）、Ex面BOSS（真實形態）
- 《DS文花帖》LEVEL 12 BOSS
- 《神靈廟》Ex面道中
- 《心綺樓》背景觀眾
- 《秘封噩夢日記》噩夢週四BOSS
- 《求聞口授》、《三月精O》、《茨歌仙》、《鈴奈庵》

Extra頭目，四面與六面道中時出現的光球真面目，擁有讓人無法判別事物真相的能力，由於她的把戲讓靈夢等人將飛船的碎片誤認為是飛碟。曾暗中搗亂妖怪們復活白蓮，不過事後自己卻也感到後悔，最後皈依了命蓮寺。原作者對鵺的創作意念來自日本民間傳說「平家物語」中的妖獸「鵺」，其符卡「源三位賴政之弓」來自鵺的傳說的結局，鵺被源賴政用弓所殺，因而得名。

## 《DS文花帖》中首次登場
姬海棠果（姫海棠 はたて／ひめかいどう はたて，Himekaidou Hatate）
種族：鴉天狗
職業：記者
能力：能夠使用念寫程度的能力
登場： 
- 《DS文花帖》自機
- 《心綺樓》背景觀眾
- 《彈幕天邪鬼》第六日BOSS
- 《三月精O》、《三月精V》、《茨歌仙》、《鈴奈庵》

本作新角色，新特定条件可用自机，同文一样为天狗的摄影记者，由於自己的报章《花果子念报》缺乏读众，于是跟踪文的采访，并发现文的采访秘密。其使用的相机没远程拍摄，但胶片装填速度较文的快，而且摄像框更宽。

## 《神靈廟》中首次登場
幽谷響子（幽谷 響子／かそだに きょうこ，Kasodani Kyouko）
種族：山彥
職業：誦經的僧侶、歌手
能力：反射聲音程度的能力
主題曲：
- 　門前的妖怪小姑娘（神靈廟）

登場： 
- 《神靈廟》2面道中及BOSS
- 《心綺樓》背景觀眾
- 《彈幕天邪鬼》第二日BOSS
- 《求聞口授》、《茨歌仙》、《鈴奈庵》

第二關頭目，山彥妖怪。能夠製造回音。命蓮寺的妖怪僧侶，反對殺生。對靈夢攻擊的理由是因為襲擊人類算是妖怪僧的修行之一；妖夢的理由則是她以為她的樓觀劍是拿來殺生的。
宮古芳香（宮古 芳香／みやこ よしか，Miyako Yoshika）
種族：僵屍
能力：什麼都能吃程度的能力
主題曲：
- 　Rigid Paradise（神靈廟）

登場： 
- 《神靈廟》3面BOSS及4面BOSS
- 《心綺樓》背景觀眾
- 《彈幕天邪鬼》第四日BOSS
- 《求聞口授》、《茨歌仙》、《鈴奈庵》

第三關頭目、第四關輔助頭目，僵屍（道教）。守護神靈廟不受命蓮寺的僧人攻擊，施術者是青娥，用頭上的符咒來操控。會食去四周的靈體回復體力，被它的毒爪或毒牙咬到會變成僵屍，力氣也是數一數二的大。就算打死也會復活的不死妖怪。
霍青娥（霍 青娥／かく せいが，Kaku Seiga）
別名：青娥娘娘（青娥　娘々／せいが　にゃんにゃん，Seiga NyanNyan）
種族：邪仙
能力：穿越牆壁程度的能力
主題曲：
- 　古老的元神（神靈廟）

登場： 
- 《神靈廟》4面道中及BOSS
- 《心綺樓》背景觀眾
- 《彈幕天邪鬼》第四日BOSS
- 《求聞口授》、《茨歌仙》、《鈴奈庵》

第四關頭目。仙人，穿牆邪仙。阻止靈夢進入大祀廟，喜歡操縱屍體。從遠東來到日本傳播道教的仙人，但因為祂的成仙過程不合乎倫道，加上為追求力量做了許多偷雞摸狗、見不得光的事，因此被眾仙貶為邪仙。
名字來自聊齋誌異青娥裡的男主角霍桓和女主角青娥，穿牆能力則是出自同本的勞山道士中道士教給王生的穿牆仙術。
蘇我屠自古（蘇我 屠自古／そが の とじこ，Soga no Tojiko）
種族：亡靈
能力：可以引發雷電程度的能力
登場： 
- 《神靈廟》5面道中
- 《心綺樓》背景觀眾
- 《求聞口授》、《茨歌仙》、《鈴奈庵》

第五關中頭目。豪族亡靈，沒有腳。以歷史的角度來說，蘇我氏和物部氏是勢不兩立的冤家，但在這裡她和物部布都的關係沒那麼糟，她們兩個還一起出現在神子的符卡──召喚「豪族亂舞」中。屠自古過去復活時用來寄託身體的壺被布都掉包了，導致復活失敗，因而失去肉體，變成了亡靈的樣子。但比起人類祂更喜歡做為一個亡靈，因為祂不喜歡會隨時間凋零的肉體。蘇我一族的祂現在卻和布都一樣排斥佛教。
物部布都（物部 布都／もののべ の ふと，Mononobe no Futo）
種族：人類？（自稱屍解仙）
職業：道士
能力：操縱風水程度的能力
主題曲：
- 　大神神話傳（神靈廟、心綺樓、深秘錄、憑依華）

登場： 
- 《神靈廟》5面BOSS
- 《心綺樓》、《深秘錄》、《憑依華》自機、敵機
- 《彈幕天邪鬼》第九日BOSS
- 《求聞口授》、《茨歌仙》、《鈴奈庵》

第五關頭目。種族不明，似乎是「人」，但已經死過一次了。大祀廟的道士，被神子作為屍解術的實驗品，相信神子的屍解術會成功，自願為神子「死亡」一次，最後如期復活，但思考方式跟古时一樣毫无变化，与普通人完全脱节了，說話用詞也十分古板。個性自我加天然，誤以為自機們的到來是為了祝賀自己的復活，而得知神子復活後又放著靈夢等自機不管自行跑掉，結果把麻煩引進來了。
豐聰耳神子（豊聡耳 神子／とよさとみみ の みこ，Toyosatomimi no Miko）
種族：聖人
職業：道士
能力：能夠同時聽十人講話程度的能力
主題曲：
- 　聖德傳說 ～ True Administrator（神靈廟、心綺樓、深秘錄、憑依華）

登場： 
- 《神靈廟》6面BOSS
- 《心綺樓》、《深秘錄》、《憑依華》自機、敵機
- 《彈幕天邪鬼》最終日BOSS
- 《秘封噩夢日記》噩夢週日BOSS
- 《求聞口授》、《茨歌仙》、《鈴奈庵》、《智靈奇傳》

第六（最終）關頭目。聖人，每天都得聽一堆願望，但能夠解讀出人類的「十欲」（像是妖夢只有八欲，少了生欲和死欲），同時也是一位死而復生的屍解仙。神子是位德高望重、為人指點迷津的「聖人」。非常不满命蓮寺直接壓在大祀廟正上方，但大量神靈的出沒也是因為祂即將復活的徵兆。
二岩貒藏（二ッ岩 マミゾウ／ふたついわ マミゾウ，Futatsuiwa Mamizou）
種族：妖怪狸
能力：變身程度的能力
主題曲：
- 　佐渡的二岩（神靈廟、心綺樓(白天)）
- 　幻想鄉的二岩（心綺樓(夜晚)、深秘錄、憑依華）

登場： 
- 《神靈廟》Ex面BOSS
- 《心綺樓》、《深秘錄》、《憑依華》自機、敵機
- 《彈幕天邪鬼》第六日及第八日BOSS
- 《秘封噩夢日記》噩夢週四BOSS
- 《求聞口授》、《三月精V》、《茨歌仙》、《鈴奈庵》、《醉蝶華》

Extra頭目。貍貓妖怪，擅長變身術、分身術、以及操弄動物造型的式神犬。腰上繫著一個酒甕，似乎酒量不錯。混在人群當中與人類和平相處生活，為什麼能進出幻想鄉不得而知。本來是因為聖人復活會對妖怪造成極大影響，從幻想鄉外要來一起幫忙阻止，卻碰上靈夢一行人，以為靈夢來阻撓她，對靈夢一行人發動了攻擊。後來留在了幻想鄉，平日会变身成人类的樣子行動。是書屋鈴奈庵的常客，其瀟灑的行事作風被店主小鈴所崇拜。
是東方系列win作第一位眼鏡娘（第二位是堇子，此外霖之助和舊作的理香子也有戴眼鏡）。

## 《心綺樓》中首次登場
秦心（秦 こころ／はた の こころ，Hata no Kokoro）
種族：附喪神（面靈氣）
職業：能劇演員
能力：操縱感情程度的能力
主題曲：
- 　亡失的情感（心綺樓、深秘錄、憑依華）

登場： 
- 《心綺樓》、《深秘錄》、《憑依華》自機、敵機
- 《茨歌仙》、《鈴奈庵》

由面具所转化而成的付丧神，持有66个代表不同情绪的面具，通过这些面具可以表达出不同的感情，最終頭目，同時也是可使用的隱藏角色。

## 《輝針城》中首次登場
若鷺姬（わかさぎ姫／わかさぎひめ，Wakasagihime）
種族：人魚
能力：在水中力量會增加程度的能力
主題曲：
- 　秘境的人魚（輝針城）

登場： 
- 《輝針城》1面BOSS
- 《彈幕天邪鬼》第一日BOSS
- 《茨歌仙》、《鈴奈庵》

生活在霧之湖的淡水人魚。平常就是唱唱歌、揀揀石頭過著平穩生活的妖怪。對人類也沒有任何敵對心理。
和今泉影狼是在「妖怪草根網」上結識的友人。據影狼所說她平常性格軟弱，連蟲子都殺不死。
《輝針城》中因為被萬寶槌魔力影響，正當她變得慷慨激昂之時就被靈夢等人狠狠教訓了一頓。如今又再度變得溫順了。
赤蠻奇（赤蛮奇／せきばんき，Sekibanki）
種族：轆轤首（飛頭蠻）
能力：讓頭飛出去程度的能力
主題曲：
- 　柳樹下的杜拉罕（輝針城）

登場： 
- 《輝針城》2面道中及BOSS
- 《彈幕天邪鬼》第二日BOSS
- 《三月精V》、《茨歌仙》、《鈴奈庵》

在村落裡混在人類當中生活的妖怪。轆轤首的怪奇，即使破壞頭的部份仍會再生，身體才是本體。因為能讓頭飛出去所以在很多時候十分方便。
自尊心有點高，與人類和妖怪都沒法打成一片。總給人一種高高在上的感覺。甚至對人類及妖怪們的祭典文化也抱持著否定的態度，一個人獨自生活著。
《輝針城》中因為被萬寶槌的魔力所影響，正當她洋洋自得時就被靈夢等人狠狠教訓了一頓。如今又再度變得溫順了。
今泉影狼（今泉 影狼／いまいずみかげろう，Imaizumi Kagerou）
種族：狼女
能力：在滿月之夜變身為狼程度的能力
主題曲：
- 　孤獨的狼人（輝針城）

登場： 
- 《輝針城》3面道中及BOSS
- 《彈幕天邪鬼》第三日BOSS
- 《茨歌仙》

是在外面的世界已經絕種的日本狼的狼女，獨自生活在迷途竹林中。
本人性格非常沉穩。沉穩到即使變身為狼也一樣不會喪失冷靜。似乎十分在意滿月之夜時全身體毛會變多的問題，所以平常都遮住皮膚，一個人靜靜的生活。
和若鷺姬是在「妖怪草根網」上結識的友人。
《輝針城》中因為被萬寶槌的魔力所影響，正當她變得兇暴之時就被靈夢等人狠狠教訓了一頓。如今又再度變得溫順了。
九十九弁弁（九十九 弁々／つくもべんべん，Tsukumo Benben）
種族：付喪神
能力：自己發出聲音演奏程度的能力
主題曲：
- 　幻想淨琉璃（輝針城）

登場： 
- 《輝針城》4面道中（不使用妖器）或4面BOSS（使用妖器）、Ex面道中
- 《彈幕天邪鬼》第五日BOSS
- 《茨歌仙》、《鈴奈庵》

古琵琶的付喪神。九十九八橋的姊姊（二人雖然都以姐妹相稱，但其實只是因為她們是在同一時期成為付喪神而並無血緣關係）。性格冷靜成熟。
《輝針城》中受到萬寶槌的影響而擁有力量。夢想著讓道具征服世界，創造一個“下克上”的理想鄉。然而被靈夢等人阻止和打敗。戰敗後，向主角們指出輝針城的位置。之後，得知自身的力量來自於萬寶槌後，擔心又會變成普通的道具。這時她們遇到了堀川雷鼓，告訴了她們如何獲得其他力量來源以避免消失的方法。
《文果真報》記載，在普莉茲姆利巴樂團解散的期間和妹妹組合成弦樂二重唱團體，獲得了頗高的人氣。並在射命丸文的報紙《文文春新報》中被贈予「女子二樂坊」之名。
九十九八橋（九十九 八橋／つくもやつはし，Tsukumo Yatsuhashi）
種族：付喪神
能力：自己發出聲音演奏程度的能力
主題曲：
- 　幻想淨琉璃（輝針城）

登場： 
- 《輝針城》4面道中（使用妖器）或4面BOSS（不使用妖器）、Ex面道中
- 《彈幕天邪鬼》第一日及第五日BOSS
- 《茨歌仙》、《鈴奈庵》

古琴的付喪神。九十九弁弁的妹妹（二人雖然都以姐妹相稱，但其實只是因為她們是在同一時期成為付喪神而並無血緣關係）。性格爭強好勝卻少根筋。
《輝針城》中受到萬寶槌的影響而擁有力量。夢想著讓道具征服世界，創造一個“下克上”的理想鄉。然而被靈夢等人阻止和打敗。戰敗後，向主角們指出輝針城的位置。之後，得知自身的力量來自於萬寶槌後，擔心又會變成普通的道具。這時她們遇到了堀川雷鼓，告訴了她們如何獲得其他力量來源以避免消失的方法。
《文果真報》記載，在普莉茲姆利巴樂團解散的期間和姊姊組合成弦樂二重唱團體，獲得了頗高的人氣。並在射命丸文的報紙《文文春新報》中被贈予「女子二樂坊」之名。
鬼人正邪（鬼人 正邪／きじんせんじゃ，Kijin Seija）
種族：天邪鬼
能力：讓任何事物都翻轉過來程度的能力
主題曲：
- 　Reverse Ideology（輝針城）

登場： 
- 《輝針城》5面道中及BOSS、6面道中
- 《彈幕天邪鬼》自機
- 《茨歌仙》

企圖下克上的天邪鬼。她一天到晚腦子裡總想著和其他人相反的事情。別人一反感她就高興，看到別人一高興她就開始心生厭惡。絕對不服從命令。就算自己賺了也絕不會把別人應得的給對方。因此被人類、妖怪雙方都厭惡，但別人越是討厭她自然就越高興。
而她的野心就是把幻想鄉整個翻轉過來。毀掉如今這個由強者穩定支配的幻想鄉，把這裡變成一個由弱者說了算的世界。
只是，她沒有能夠實現這個夢想的力量。因此她就盯上了小人族手上的秘寶「萬寶槌」，從而引發《輝針城》的異變。但最終被自機們阻止而失敗。
《彈幕天邪鬼》中，下克上的復仇計畫失敗後，她仍未放棄。在得知被萬寶槌的魔力侵蝕的道具會自動動起來後，她趁著道具主人沒有察覺之際，悄悄地收集了道具。但這個企圖也不知為何洩露了，因此淪為企圖顛覆幻想鄉社會的叛逆者，妖怪開始接二連三地在被通緝的她面前出現。為躲避幻想鄉各方的追擊不得已陷入逃亡。在逃亡過程中她發現，無論躲到哪裡都有追兵來襲，於是在道具的幫助下由逃亡轉為主動出擊，擊敗了包括八雲紫在內的所有對手。最終正邪成為了最強者，但也失去了所有朋友（不過本來就沒有朋友）。
少名針妙丸（少名 針妙丸／すくなしんみょうまる， Sukuna Shinmyoumaru）
種族：小人
能力：使用萬寶槌程度的能力
主題曲：
- 　輝光之針的小人族 ～ Little Princess（輝針城、深秘錄、憑依華）

登場： 
- 《輝針城》6面BOSS
- 《彈幕天邪鬼》第八日BOSS
- 《深秘錄》、《憑依華》自機、敵機
- 《秘封噩夢日記》噩夢週二BOSS
- 《三月精V》、《茨歌仙》、《鈴奈庵》

一寸法師的末裔，因此能夠使用萬寶槌。但由於族人已不再提起此事，因此她本人對萬寶槌的事情一無所知。這一點被鬼人正邪看中了，所以她被鬼人正邪所利用，向她灌輸了虛假的小人族歷史，並共同發誓要復仇，引發《輝針城》中的異變。異變後身體因為使用了萬寶槌而變得極小，在正邪離開後暫時受到博麗靈夢的保護監控，並開始回收萬寶槌的魔力，等待自己的身軀變回原本大小。
《深秘錄》中，使用名為「小綠人」的都市傳說。受到流言的影響，認為收集七顆神秘珠後能將自己變大，因此開始收集靈異珠。
《文果真報》記載，曾在激流勇進的雙人項目中和人魚若鷺姬組隊參賽，並奪得金牌，但基本上全是若鷺姬一人的功勞。
《憑依華》中，與比那名居天子組隊，聲稱要支配地面。在和宇佐見堇子及夢境世界的少名針妙丸的戰鬥中，夢境世界的針妙丸強制交換了原來的針妙丸，跟隨天子繼續探險。最終在遇到八雲紫及博麗靈夢時，紫從她口中得知了依神女苑的憑依交換技能的原理。結局中，兩人被傳作「最強的兩人」。
堀川雷鼓（堀川 雷鼓／ほりかわらいこ，Horikawa Raiko）
種族：付喪神
能力：什麼都能配合上節奏程度的能力
主題曲：
- 　原初的節拍 ～ Pristine Beat（輝針城）

登場： 
- 《輝針城》Ex面BOSS
- 《彈幕天邪鬼》第五日BOSS
- 《憑依華》背景舞臺演奏者
- 《秘封噩夢日記》噩夢週四BOSS
- 《三月精V》、《茨歌仙》、《鈴奈庵》

太鼓的付喪神。擁有配合任何節奏的能力，被稱為「夢幻的打擊樂手」。富有智謀和膽識。
《輝針城》中受到萬寶槌的影響而擁有力量。在異變中首先意識到萬寶槌魔力的局限性，進而果斷拋棄了她的本體———鼓身與鼓手，前往外界尋找新的魔力來源，並成功取代了萬寶槌的魔力。之後還向身邊同樣因萬寶槌魔力而誕生的九十九八橋、九十九弁弁等付喪神伸出援手，傳授繼續存在而不再變回道具的方法。
根據《文果真報》的記載，她私下與騷靈三姐妹敲定了新樂團成立一事。為了給新樂團造勢，她策劃了普莉茲姆利巴樂團的謝罪見面會，散佈樂團解散消息，三天後隨即又宣布樂團重組為「堀茲姆利巴樂團」，自己是該樂團的新成員。
《憑依華》中，她帶領樂團在太陽花田的舞台上舉行公演，頗受好評。

## 《深秘錄》中首次登場
宇佐見堇子（宇佐見 菫子／うさみ すみれこ，Usami Sumireko）
種族：人類
職業：女子高中生
能力：操縱超能力程度的能力
主題曲：
- 　Last Occultism ～ 現世的秘術師（深秘錄、憑依華）

登場： 
- 《深秘錄》、《憑依華》自機、敵機
- 《秘封噩夢日記》自機、噩夢日記BOSS
- 《香霖堂》、《三月精V》、《茨歌仙》、《鈴奈庵》

外界相信拥有超能力的女高中生，由于相信超能力等灵异事件而想借都市传说来进入幻想乡并试图将其与外界连接起来，最后被阻止。并且觉醒了通过梦境进入幻想乡的能力。

## 《紺珠傳》中首次登場
清蘭（清蘭／せいらん，Seiran）
種族：月兔
職業：調查部隊滲透組成員、糰子店老闆
能力：從異次元發射子彈程度的能力
主題曲：
- 　兔已著陸（紺珠傳）

登場： 
- 《紺珠傳》1面道中及BOSS
- 《秘封噩夢日記》星期一BOSS、里·星期日BOSS
- 《三月精V》、《茨歌仙》

第一關頭目兼中頭目，地面調查部隊「Eagle Rabbit」滲透組成員。
鈴瑚（鈴瑚／りんご，Ringo）
種族：月兔
職業：調查部隊情報組成員、糰子店老闆
能力：吃糰子越多變得越強程度的能力
主題曲：
- 　九月的南瓜（紺珠傳）

登場： 
- 《紺珠傳》2面道中及BOSS
- 《秘封噩夢日記》星期一BOSS、里·星期日BOSS
- 《三月精V》、《茨歌仙》

第二關頭目兼中頭目，地面調查部隊「Eagle Rabbit」情報組成員。
哆來咪・蘇伊特（ドレミー・スイート，Doremy Sweet）
種族：貘
能力：食夢、造夢程度的能力
主題曲：
- 　永遠的春夢（紺珠傳、憑依華）

登場： 
- 《紺珠傳》3面道中及BOSS、Ex面道中
- 《憑依華》自機、敵機
- 《秘封噩夢日記》星期六BOSS、里·星期三BOSS、噩夢日記BOSS

第三關頭目兼中頭目，Extra中頭目，吞食夢境的夢貘。
稀神探女（稀神 サグメ／きしん　さぐめ，Kishin Sagume）
種族：月人
能力：從口中說出便可使事態逆轉程度的能力
主題曲：
- 　逆轉的命運之輪（紺珠傳）

登場： 
- 《紺珠傳》4面道中及BOSS
- 《秘封噩夢日記》里·星期二BOSS
- 《三月精V》、《茨歌仙》、《鈴奈庵》

第四關頭目兼中頭目，月之民，起始「深秘錄」都市传说异变的元兇，因爲自己的能力而不太說話。
克勞恩皮絲（クラウンピース，Clownpiece）
種族：妖精
能力：使人發狂程度的能力
主題曲：
- 　星條旗的小丑（紺珠傳）

登場： 
- 《紺珠傳》5面道中（僅對話）及BOSS
- 《秘封噩夢日記》里·星期一BOSS
- 《三月精V》主要角色
- 《茨歌仙》

第五關頭目，住在地獄的妖精。紺珠異變結束後，「在某位朋友的幫助下」入住幻想鄉，並與「三月精」結識。
純狐（純狐／じゅんこ，Junko）
種族：神靈
能力：純化程度的能力
主題曲：
- 　Pure Furies ～ 心之所在（紺珠傳）

登場： 
- 《紺珠傳》6面BOSS
- 《秘封噩夢日記》里·星期五BOSS、噩夢週五BOSS
- 《三月精V》、《茨歌仙》

第六（最終）關頭目，无名的存在，對嫦娥懷有強烈恨意的神靈。
赫卡提亞・拉碧斯拉祖利（ヘカーティア・ラピスラズリ，Hecatia Lapislazuli）
種族：神明
能力：擁有三個身體程度的能力
主題曲：
- 　Pandemonic Planet（紺珠傳）

登場： 
- 《紺珠傳》Ex面BOSS
- 《秘封噩夢日記》里·星期四BOSS、噩夢週五BOSS
- 《三月精V》、《茨歌仙》、《鈴奈庵》

Extra頭目，掌管月球、地球、異界三處地獄的女神，與純狐同樣對嫦娥懷有恨意。

## 《憑依華》中首次登場
依神女苑（依神 女苑／よりがみ じょおん，Yorigami Jyoon）
種族：疫病神
能力：使人消耗財產程度的能力
主題曲：
- 　今宵是飄逸的自我主義者 ～ Egoistic Flowers.（憑依華）

登場： 
- 《憑依華》自機（主要操控）、敵機
- 《剛欲異聞》自機（主要操控）、敵機

这次乘着都市传说异变的余波，发起了完全凭依异变，从参加堀立兹姆利巴乐团的客人身上大量夺取财物。最凶最恶的双子之妹。
依神紫苑（依神 紫苑／よりがみ しおん，Yorigami Shion）
種族：貧窮神
能力：向包含自己的一切對象降下不幸程度的能力
主題曲：
- 　今宵是飄逸的自我主義者 ～ Egoistic Flowers.（憑依華）

登場： 
- 《憑依華》依神女苑支援角色、敵機（八雲紫&博麗靈夢線最終BOSS）
- 《茨歌仙》
- 《剛欲異聞》依神女苑支援角色

配合着妹妹依神女苑的计画行动，靠着完全凭依，从参加堀立兹姆利巴乐团的客人身上大量夺取财物。最凶最恶的双子之姐。

## 《天空璋》中首次登場
愛塔妮緹・拉爾瓦（エタニティラルバ，Eternity Larva）
種族：妖精
能力：播撒鱗粉程度的能力
主題曲：
- 　仲夏的妖精夢（天空璋）

登場： 
- 《天空璋》1面道中及BOSS
- 《秘封噩夢日記》星期二BOSS、里·星期日BOSS
- 《三月精V》、《茨歌仙》

第一關頭目兼中頭目，鳳蝶的妖精，因爲四季異變而獲得力量。
坂田合歡（坂田 ネムノ／さかた ねむの，Sakata Nemuno）
種族：山姥
能力：製造聖域程度的能力
主題曲：
- 　深山的遭遇（天空璋）

登場： 
- 《天空璋》2面道中及BOSS
- 《秘封噩夢日記》星期四BOSS、里·星期日BOSS
- 《三月精V》、《茨歌仙》

第二關頭目兼中頭目，跨越浮世门关的山姥。
高麗野阿吽（高麗野 あうん／こまの あうん，Komano Aunn）
種族：狛犬
職業：神社守衛
能力：發現神佛程度的能力
主題曲：
- 　一對的神獸（天空璋）

登場： 
- 《天空璋》3面BOSS
- 《秘封噩夢日記》星期五BOSS、里·星期日BOSS
- 《三月精V》、《茨歌仙》、《醉蝶華》

第三關頭目，在守護博麗神社時被靈夢誤會而與之戰鬥。
矢田寺成美（矢田寺 成美／やたでら なるみ，Yatadera Narumi）
種族：魔法使（地藏）
能力：使用魔法程度的能力（生命操作）
主題曲：
- 　魔法的笠地藏（天空璋）

登場： 
- 《天空璋》4面BOSS
- 《秘封噩夢日記》星期三BOSS、里·星期日BOSS
- 《三月精V》、《茨歌仙》

第四關頭目，垂迹于森林的魔法地藏。
丁禮田舞（丁礼田 舞／ていれだ まい，Teireida Mai）
種族：人類？
職業：秘神的部下
能力：通過在背後起舞來誘導出生命力程度的能力
主題曲：
- 　Crazy Back Dancers（天空璋）

登場： 
- 《天空璋》4面道中、5面BOSS及Ex面道中
- 《秘封噩夢日記》里·星期三BOSS
- 《三月精V》、《茨歌仙》

第四關中頭目，第五關頭目，Extra關中頭目，过于危险的背景舞者。
爾子田里乃（爾子田 里乃／にしだ さとの，Nishida Satono）
種族：人類？
職業：秘神的部下
能力：通過在背後起舞來誘導出精神力程度的能力
主題曲：
- 　Crazy Back Dancers（天空璋）

登場： 
- 《天空璋》5面道中及BOSS、Ex面道中
- 《秘封噩夢日記》里·星期三BOSS
- 《三月精V》、《茨歌仙》

第五關頭目兼中頭目，Extra關中頭目，过于危险的背景舞者。
摩多羅隱岐奈（摩多羅 隠岐奈／またら おきな，Matara Okina）
種族：秘神
能力：在萬物背上製作門扉程度的能力
主題曲：
- 　被秘匿的四季（天空璋6面）
- 　秘神摩多羅 ～ Hidden Star in All Seasons.（天空璋Ex面）

登場：
- 《天空璋》6面及Ex面BOSS
- 《秘封噩夢日記》里·星期六BOSS、噩夢周六BOSS、噩夢日記BOSS
- 《剛欲異聞》依神女苑&紫苑線、芙蘭朵露・斯卡蕾特線NPC、敵機，饕餮尤魔線最終BOSS
- 《三月精V》、《茨歌仙》

第六（最終）關頭目、Extra關頭目，摩多羅神，幻想鄉的賢者之一。是這次異變的元兇，有着諸多個神的名號，在主人公的背後打開門，令主人公不得不在處於劣勢的情況下與之對抗。

## 《鬼形獸》中首次登場
戎瓔花（戎 瓔花／えびす ようか/えいか，Ebisu Eika／Ebisu Youka）
種族：水子之靈
能力：擅長壘石頭程度的能力
主題曲：
- 　Jelly Stone（鬼形獸）

登場： 
- 《鬼形獸》1面道中及BOSS

賽之河原水子們的領袖。她擅長壘石技術，是能夠非常精巧地壘石頭的高手。
此外，她能將無意義的單調工作變得歡樂有趣，是一位苦中作樂的福神。她總是樂觀開朗且長於才智，接連舉辦壘石大賽等種種新活動，是受水子們愛戴的賽之河原的偶像。
《鬼形獸》中，她因為自機們毀了壘石大賽而大發雷霆，但實際上那基本都是來自地獄的動物靈幹的好事。
牛崎潤美（牛崎 潤美／うしざき うるみ，Ushizaki Urumi）
種族：牛鬼
能力：改變身邊物體重量程度的能力
主題曲：
- 　石之嬰兒與水中牛（鬼形獸）

登場： 
- 《鬼形獸》2面道中及BOSS

生活在三途河的牛鬼，平時以漁業為生。
在過去會把懷中的嬰兒石像遞給別人，然後增加其重量，讓對方沉入河底。不過自從幻想鄉禁止妖怪襲擊人類後，便獨自在三途河活動。馴養著外界已經滅絕的超大型魚，時而前去幻想鄉販賣水產以維持生計。時不時也會將嘗試擅自渡過三途河的人誘導回其原本的世界。
雖然妖怪中也有人嘲笑她那威風不再的樣子，但她本人卻以現在的生活為豪。
《鬼形獸》中，她在三途河上遭遇了正在渡往彼岸的自機們，試圖勸說其返回。遭到拒絕後，她轉而發起襲擊，企圖利用懷中的嬰兒石像讓自機們沉入河底餵魚，但最終被擊敗。
庭渡久侘歌（庭渡 久侘歌／にわたり くたか，Niwatari Kutaka）
種族：神明
職業：門衛
能力：治愈喉嚨疾病程度的能力
主題曲：
- 　Seraphic Chicken（鬼形獸）

登場： 
- 《鬼形獸》3面道中及BOSS、Ex面道中
- 《剛欲異聞》敵機

雞神。是地獄與異界（如鬼之國）交界口岸的護衛。負責區分鬼與人類，並將他們分配到屬於各自的地方。為閻魔四季映姬的下屬。
平時似乎住在妖怪之山瀑布上方、景致非常好的地方。
她的真身其實是被人類家畜化之前的野生雞的神明──二羽渡（niwatari）神。雖然雞總是帶給人羸弱、膽小的印象，但她是一位彬彬有禮、為人公正、優先平等與利他精神的神明。此外，她暗中也在想，對於淪為人類食材的雞，她能不能為了提升它們的地位而做點什麼。
《鬼形獸》中，聽命於四季映姬，前來阻止（測試）前往地獄的自機們。在確定自機有足夠的能力之後將自機們放了過去，並忠告自機們要小心動物靈。在驪駒早鬼試圖攻入地上的途中，三途河邊發生了攔截戰。久侘歌試圖勸說自機返回，但是又被自機們打敗了。
吉弔八千慧（吉弔 八千慧／きっちょう やちえ，Kitcho Yachie）
種族：吉弔
職業：鬼傑組組長
能力：讓人失去反抗意志程度的能力
主題曲：
- 　Tortoise Dragon ～ 幸運與不幸（鬼形獸）

登場： 
- 《鬼形獸》4面道中及BOSS

吉弔的動物靈，是擅長奇襲作戰的畜生界動物靈組織「鬼傑組」的組長，與驪駒早鬼為首的「勁牙組」、饕餮為首的「剛欲同盟」等動物靈組織敵對。率領鬼傑組與其他動物靈組織互相爭鬥，企圖支配畜生界。
她的智謀受到其他動物靈，包括敵對勢力勁牙組組長驪駒早鬼的認可。但早鬼認為鬼傑組「都是些性格扭曲的傢伙」。
對任何人都是一副彬彬有禮的樣子，但內心裡卻瞧不起絕大多數人。如果對方能滿足她的要求，她就會表現得很有禮貌；而一旦不能遂她的心意，會露骨地進行死亡威脅。
擁有讓人失去反抗意志的能力，沒有人能違抗她。
與其他動物靈組織一樣，她以及她領導的鬼傑組曾與其他動物靈組織一起支配畜生界，奴役著人類靈。但造形神埴安神袿姬向人類靈伸出援手，創造出埴輪偶像，擊敗動物靈，佔據了靈長園。因此她不得不與其他動物靈組織聯合，帶頭制訂了反攻計劃。
《鬼形獸》中，鬼傑組派遣水獺靈前往幻想鄉，誘騙地上的人類來到畜生界，利用她們擊敗對手。在自機們進入地獄，不知道該向何方前進的時候，她現身並引導自機們前往畜生界發起作戰。最終她們的計謀獲得成功，埴安神袿姬勢力在畜生界的擴張暫時停止。
杖刀偶磨弓（杖刀偶 磨弓／じょうとうぐう まゆみ，Joutougu Mayumi）
種族：埴輪
職業：兵長
能力：讓忠誠度直接化為實力程度的能力
主題曲：
- 　陶瓷的杖刀人（鬼形獸）

登場： 
- 《鬼形獸》5面道中及BOSS、6面道中

由埴安神袿姬所創造的埴輪的一員，被任命為埴輪兵團的首長。她平時居住在畜生界，守衛著靈長園。與畜生界以吉弔八千慧、驪駒早鬼等為首的動物靈敵對。
她劍術、弓術、騎術樣樣擅長，雖然技藝古舊，但純粹的戰鬥能力極高。由於埴輪被毀壞之後也能立刻修復，不會生病，也無需休息，且不具備肉體的畜生界的靈們，對於雖說是偶像卻擁有實體的埴輪們毫無還手之力。靈體的攻擊只會對對方的靈體部分產生影響，因此對於身軀內空空如也的偶像幾乎沒有什麼效果。因此，他們在畜生界已然處於無敵的狀態，軍隊也失去了存在的意義。
他們最初被用於幫助人類靈對抗動物靈，支配畜生界；在獲得人類靈的信仰後，他們又反過來將人類靈也置於支配之下，讓人類靈在畜生界的地位又再次跌回谷底。
《鬼形獸》中，她試圖攔截前往靈長園的自機們。在戰鬥中發現了動物靈利用擁有肉身的人類的做法，對其能破壞偶像感到驚訝。在被自機們打敗後感受到其威脅性，撤往靈長園向同伴發出警報。並在自機們闖入靈長園後再次出場攔截，但是又被自機們打敗了。
埴安神袿姬（埴安神 袿姫／はにやすしん けいき，Haniyasushin Keiki）
種族：神明
能力：創造偶像程度的能力
主題曲：
- 　寄世界於偶像 ～ Idoratrize World（鬼形獸）

登場： 
- 《鬼形獸》6面BOSS

靈長園的人類靈抱著起死回生之念召喚的神明。能夠製作出精巧的偶像。
她支配了靈長園，保護著受到動物靈虐待的人類靈。她也覺得，要是畜生界的動物靈們能夠尊重人類靈，就可以共存下去。
《鬼形獸》中，她向自機們說服加入己方不成後，使用造形術攻擊自機，動物靈則帶著自機倉皇逃跑。之後，在後來趕到的動物靈們的支援下，主角成功擊敗了袿姬，其在畜生界勢力的擴張也暫時停止。
驪駒早鬼（驪駒 早鬼／くろこま さき，Kurokoma Saki）
種族：驪駒
職業：勁牙組組長
能力：擁有無與倫比的腳力程度的能力
主題曲：
- 　聖德太子的天馬 ～ Dark Pegasus（鬼形獸）

登場： 
- 《鬼形獸》Ex面BOSS

驪駒的動物靈，是擁有強健的腳力、獠牙和肉體的畜生界動物靈組織「勁牙組」的組長，與吉弔八千慧為首的「鬼傑組」、饕餮為首的「剛欲同盟」等動物靈組織敵對。率領勁牙組與其他動物靈組織互相爭鬥，企圖支配畜生界。
她擁有強健的肌肉和力量，一旦開始攻擊就不會停手，熱衷於正面對決，對於吉弔領導的鬼傑組背後襲人的戰鬥方式非常鄙夷。
崇尚實力，對於自己的實力非常自信，甚至可以說是盲目自大。自認為勁牙組是畜生界第一的最快最強的組織。她雖然和吉弔、袿姬都合不來，但她尊敬她們非凡的實力。
做出決定就會立即行動，尊重部下的想法和功績，作為上司還算比較受歡迎。（然而工作方面依舊黑心）
但是她頭腦並不是很靈光，被其他動物靈評價為「肌肉笨蛋」，勁牙組也被評價為「肌肉笨蛋組織」。
有著強烈的野心和擴張慾望，不僅想要支配畜生界，還覬覦著人界。
《鬼形獸》中，她配合吉弔八千慧制訂的反攻計劃，派遣野狼靈前往幻想鄉，利用自機們成功擊敗了袿姬。畜生界局勢有所好轉後，早鬼帶領勁牙組向地上發起侵攻。在地獄遭到庭渡久侘歌等人的水濱迎擊作戰。自機們來到地獄與她對抗。激戰之後，早鬼被擊敗，對地上的侵攻也停止了。她也表達出想將自機招納入勁牙組的慾望，並做出下次想要造訪人間界的決定。

## 《剛欲異聞》中首次登場
饕餮尤魔（饕餮 尤魔／とうてつ ゆうま，Toutetsu Yuma）
種族：饕餮
職業：剛欲同盟組長
能力：什麽都能吸收程度的能力
主題曲：
- 強欲な獣のメメント　強欲之獸的記憶（剛欲異聞）
- 有機体全てのメメント 〜 Memory of Fossil Energy　有機體全部的記憶 〜 Memory of Fossil Energy（剛欲異聞）

登場： 
- 《鬼形獸》角色設定、對話
- 《剛欲異聞》自機、敵機，最終BOSS

小羊姿態的神獸。是個貪婪的大胃王，無論實體靈體、有機無機物，任何東西都能吞食殆盡。而且能藉由吞食，來理解那個物體，並將其化為自身力量。根據吞入的物體，似乎也會影響她的性格。
她是畜生界的組織，剛欲同盟的同盟長。剛欲同盟建黨目的不是為了引人注意，而是綜觀大局，坐等時機成熟，輕鬆的將一切搶到手的組織。宗旨就是「漁翁之利」。
她最喜歡不誠實的卑鄙手段，雖然令其他組織生厭，但部下卻認為她是「擁有等同無敵的能力，是個超級可靠的BOSS」而仰慕著她。而她本人並不執著於掌控部下，並且什麼事都想要親力親為。不知是不是受到那樣的BOSS感化，剛欲同盟裡有著很多各自隨意行動的人。
她看起來就是那麼聰明且冷靜，並有著避開無謂爭端的性格。如果判斷是無法有效威嚇敵人的狀況時，那她會試圖拉攏對方。如果還是不行，那就會試著與對方締結表面的合作關係。如過再不行，那就會選擇早早撤退。在弱肉強食，暴力即正義的畜生界中是個異端般的組織。
選擇開啟全面戰爭對剛欲同盟來說，是真正的最終手段。
這次趁著動物靈大鬧特鬧的空檔，她盯上了舊血池地獄。企圖把不光是畜生界連同地上的欲望全部收入囊中，但那個陰謀卻因地上秘神的一手而被人類所揭露，接著被對饕餮的刺客之手給破壞了一次。
復活後，她為了將石油壟斷，而與秘神締結了合作關係。

## 《虹龍洞》中首次登場
豪德寺三花/豪德寺三毛（Godoukuji Mike）
稱號：生意興隆的吉祥物
種族：招財貓
能力：招財或者招客程度的能力
原是豪德寺的招財貓，由於從小生為三毛貓，與其他白貓同伴格格不入，其能力也不完全，只要招來財運，便讓客人遠離，反之亦然。最終沒有店願意收留的她遠離社會，定居在山中。向主角販賣卡片卻被對方攻擊，只因主角想搶走她身上所有卡片，但被擊敗的她告知卡片除了交易以外無法脫手，且一次也只能交易一張。
山城高嶺（Yamashiro Takane）
稱號：深山的經商妖怪
種族：山童
能力：操縱森林之氣程度的能力
居住在妖怪之山森林深處的山童領袖，穿著綠色迷彩服。族人與河童生活形態類似，既是商業上的合夥人也是競爭對手。因為身上拿著卡片而被主角們盯上。
駒草山如（Komakusa Sannyo）
稱號：棲息於高地的山女郎
種族：山女郎
能力：以煙草的煙操縱精神程度的能力
棲息於妖怪之山高地的山佬，通稱駒草太夫，手上經常拿著菸斗。在山中以開賭場和賣菸草維生。由於突然出現的卡片被妖怪當作籌碼使用，因此也開始經手卡片買賣。受飯綱丸所託看守虹龍洞門口。
玉造魅須丸（Tamatsukuri Misumaru）
稱號：真正的勾玉匠人
種族：神明
能力：制造勾玉程度的能力
用古代礦物做出勾玉的神明，能使用此物複製對方靈魂資訊。聽聞卡片的傳聞，與飯綱丸正開挖妖怪之山的龍珠而進入虹龍洞礦坑調查，不巧遇到主角們，由於礦坑空氣品質惡劣，便將她們趕了出去。角色原型為玉祖命。
飯綱丸龍（Iizunamaru Megumu）
稱號：鴉天狗的首領
種族：大天狗
能力：操縱星空程度的能力
管理天狗社會的大天狗之一，對應其能力，總是拿著天文望遠鏡的腳架。為卡片事件的主謀，與千亦、百百世三人一同建立卡片交換的通貨系統，卻意外讓即將消亡的千亦逐漸取為市場之神的力量。角色原型為飯綱三郎。
菅牧典（Kudamaki Tsukasa）
稱號：耳邊低語的邪惡白狐
種族：管狐
能力：抓住靈魂弱點乘虛而入程度的能力
飯綱丸的可靠愛將，也是她在事件中與其他兩位合夥人的代言者，負責給予她們建言。然而因著管狐唯恐天下不亂的本能，開始對她們的關係挑撥離間，最終令信任她的三人就此互相決裂。
天弓千亦（Tenkyu Chimata）
稱號：無主物之神
種族：神明
能力：剝奪所有權程度的能力
司掌市場的神明，為了使物品交換回歸市場的秩序與飯綱丸合作，卡片嚴格的交換規則便為她所制定，實際上市場活動同時也是她取回力量的祭神儀式，然而尚未完成就被主角們意外阻止。
姫蟲百百世（Himemushi Momoyo）
稱號：漆黑的噬龍者
種族：大蜈蚣
能力：噬龍程度的能力
強大的蜈蚣妖怪，因著能滅龍與身懷劇毒的傳聞而被妖怪們畏懼。與飯綱丸為老友，心裡卻總是想著吃掉她，但聽聞她的生意後，便勤勞的開挖龍珠為食以代替飯綱丸。之後在礦坑中遇見主角和魅須丸，受到典的煽動，以為她們是盜採者而打算吃掉她們。

## 《獸王園》中首次登場
孫美天（孫　美天/そん　びてん/Son Biten）
稱號：聖域的猿神
種族：猿神
能力：操縱野生猿猴程度的能力
登場：
- 《獸王園》
- 《醉蝶華》

生活於妖怪之山聖域的猿神，也是鬼傑組的游擊隊員，受八千慧的誤導而自稱孫悟空的轉世。原本只是普通猴子的她，因吞食掌控聖域的幽靈而獲得鬼的力量，然而代價卻是死後墮入地獄，為了躲避命運遂在殘無的引薦下加入鬼傑組。
三頭慧之子（三頭慧ノ子/みつがしらえのこ/Mitsugashira Enoko）
稱號：死寂的刻耳柏洛斯
種族：不死的山犬
能力：操縱陷阱程度的能力
登場：
- 《獸王園》
- 《醉蝶華》

沉睡於魔法森林的山犬妖怪，年輕時曾攻擊還是僧侶的殘無並吃下她的肉，因此受了身體衰老而不死的詛咒，後殘無給予清除汙穢的寶珠使她返老還童，並指示她加入勁牙組。結局得知殘無利用她作為臥底，並在寶珠設置傳送陷阱後，便將其交給魔理沙研究，期望以此擺脫殘無的控制。
天火人血槍（天火人ちやり/テンカジンちやり/Tenkajin Chiyari）
稱號：污穢的有機怪物
種族：天火人
能力：操縱血與火程度的能力
登場：
- 《獸王園》
- 《醉蝶華》

棲息於舊地獄的妖怪，本來生活在地上，卻受不了整日被誤認為卓柏卡布拉而自鎖於舊血池地獄，以吸食當地的詛咒之血為生。早年曾見識殘無巧計控制地獄的手段而對她心生崇拜，並在她的引薦下加入舊識饕餮的剛欲同盟。結局因工作期間受貒藏的開導而對卓柏卡布拉改觀，決定背負這個誤會回歸地表生活。
豫母都日狹美（豫母都日狹美/よもつひさみ/Yomotsu Hisami）
稱號：地獄的美貌跟蹤狂
種族：黃泉醜女
能力：令目標無處可逃程度的能力
登場：
- 《獸王園》
- 《醉蝶華》

日白殘無（日白殘無/にっぱくざんむ/Nippaku Zanmu）
稱號：寂滅為樂之王
種族：人鬼
能力：操縱虛無程度的能力
登場：
- 《獸王園》
- 《醉蝶華》

## 《香霖堂》中首次登場
森近霖之助（森近 霖之助／もりちか りんのすけ，Morichika Rinnosuke）
種族：半人半妖
職業：道具店店主
能力：知道道具的名字和用途程度的能力
主題曲：
- 　珍奇的上海古牌

登場： 
- 《香霖堂》主要角色
- 《心綺樓》背景觀眾
- 《求聞史紀》、《三月精E》、《儚月抄》（全）、《茨歌仙》、《鈴奈庵》

香霖堂的主人，角色中为数不多的男性之一，有识别物品的名称和用途的能力，和魔理沙十分相熟。
朱鷺子（ときこ，Tokiko）
種族：妖怪？（朱䴉？）
登場： 
- 《香霖堂》、《鈴奈庵》

在小說《東方香霖堂》第二話裡登場的讀書妖怪，只出现两话。名字是粉丝们命名的。

## 《三月精E》中首次登場
桑妮・米爾克（サニーミルク，Sunny Milk）
種族：妖精
能力：折射光線程度的能力
主題曲：
- 　Sunny Rutile Flection（三月精E）
- 　賭上性命去惡作劇（三月精O）
- 　妖精大戰爭 ～ Fairy Wars（妖精大戰爭）

登場： 
- 《三月精》（全）主要角色
- 《妖精大戰爭》BOSS
- 《心綺樓》背景觀眾
- 《求聞史紀》、《儚月抄》（漫畫）、《茨歌仙》、《鈴奈庵》

日光之妖精，光之三妖精之首。十分活泼，拥有改变光线折射的能力。
露娜・切露德（ルナチャイルド，Luna Child／Lunar Child）
種族：妖精
能力：消除周圍聲音程度的能力
主題曲：
- 　因夜失眠（三月精E）
- 　賭上性命去惡作劇（三月精O）
- 　妖精大戰爭 ～ Fairy Wars（妖精大戰爭）

登場： 
- 《三月精》（全）主要角色
- 《妖精大戰爭》BOSS
- 《心綺樓》背景觀眾
- 《求聞史紀》、《儚月抄》（漫畫）、《茨歌仙》、《鈴奈庵》

月光之妖精，光之三妖精之一。比较沉寂，拥有消除周围声音的能力。
斯塔・薩菲婭（スターサファイア，Star Sapphire）
種族：妖精
能力：感應到活動的事物程度的能力
主題曲：
- 　妖精燦爛的樣子（三月精E）
- 　賭上性命去惡作劇（三月精O）
- 　妖精大戰爭 ～ Fairy Wars（妖精大戰爭）

登場： 
- 《三月精》（全）主要角色
- 《妖精大戰爭》BOSS
- 《心綺樓》背景觀眾
- 《求聞史紀》、《儚月抄》（漫畫）、《茨歌仙》、《鈴奈庵》

星光之妖精，光之三妖精之一。性格友善但不稳定，拥有察觉周围活动生物的能力。

## 《儚月抄》中首次登場
綿月豐姬（綿月 豊姫／わたつきの とよひめ，Watatsuki no Toyohime）
種族：月人
職業：月之使者
能力：連接山海的能力
主題曲：
- 　綿月的符卡 ～ Lunatic Blue（儚月抄）
- 　綿月的符卡 〜 神海戰（錦上京）

登場： 
- 《儚月抄》（全）、《三月精V》、《茨歌仙》、《鈴奈庵》
- 《錦上京》5面BOSS

月的公主，也是月之使者的領導者之一，月都中少數能夠連繫月都與地上、表之月與裹之月的能力者。
綿月依姬（綿月 依姫／わたつきの よりひめ，Watatsuki no Yorihime）
種族：月人
職業：月之使者
能力：讓神附體的能力
主題曲：
- 　綿月的符卡 ～ Lunatic Blue（儚月抄）

登場： 
- 《儚月抄》（全）、《三月精V》、《茨歌仙》、《鈴奈庵》

月的公主，也是月之使者的領導者之一，豐姬的妹妹，能夠將神明憑依在自己身上並自在的使用它們的力量。
泠仙（レイセン，Reisen）
種族：月兔
登場： 
- 《儚月抄》（全）

从月球逃到地面的月兔，后来与永琳会面后，带着永琳交待的信件回到月球，并作为豐姬的宠物。
為了與鈴仙・優曇華院・因幡區別，常被稱為鈴仙二號。

## 《求聞史紀》中首次登場
稗田阿求（稗田 阿求／ひえだの あきゅう，Hieda no Akyuu）
種族：人類
職業：古書編纂者
能力：過目不忘程度的能力
主題曲：
- 　阿禮的孩子（求聞史紀）

登場： 
- 《求聞史紀》、《求聞口授》主要角色
- 《儚月抄》（漫畫）、《儚月抄》（四格）、《三月精O》、《茨歌仙》、《鈴奈庵》

稗田家御阿禮之子的第九代轉生，負責撰寫《幻想鄉緣起》。

## 《茨歌仙》中首次登場
茨木華扇（茨木 華扇／いばらき かせん，Ibaraki Kasen）
別名：茨華仙（いばらかせん）
種族：仙人（自稱）；鬼（實際）
能力：引導動物的能力
主題曲：
- 　華狹間的戰場（深秘錄）

登場： 
- 《茨歌仙》主要角色
- 《深秘錄》、《憑依華》自機、敵機
- 《鬼形獸》博麗靈夢線 Ending No. 03
- 《三月精O》、《三月精V》、《鈴奈庵》

突然出現在博麗神社，並自稱為仙人的少女。操弄著無數的動物，有著仙人般的談吐舉止，而且相當愛說教。住在妖怪深山裡的修道場。
名字來自於酒吞童子的手下茨木童子。
茨木華扇之臂（茨木童子の腕／いばらき どうじ の うで，Ibaraki Douji's Arm）
登場： 
- 《茨歌仙》

茨木童子之臂，由茨木华扇的右臂所化。困著茨木華扇的邪氣。

## 《鈴奈庵》中首次登場
本居小鈴（本居 小鈴／もとおり こすず，Motoori Kosuzu）
種族：人類
職業：古書店店員
能力：可以讀懂任何文字的能力（非公式說明）
主題曲：
- 　識文解意的愛書人（鈴奈庵）

登場： 
- 《鈴奈庵》主要角色
- 《心綺樓》背景觀眾
- 《三月精V》、《茨歌仙》

居住在人间之里租书屋铃奈庵的主人之女， 東方鈴奈庵的主角，拥有读懂他人无法理解的书籍和可能利用其上面力量的能力。

## 《醉蝶華》中首次登場
奥野田美宵（奥野田 美宵／おくのだ　みよい，Okunoda Miyoi）
種族：座敷童子
職業：居酒屋看板娘
登場： 
- 《醉蝶華》主要角色

人類村落中一家名為『鯢吞亭』的居酒屋的看板娘。實為伊吹萃香的眷屬，住處為萃香的葫蘆伊吹瓢。

## 《智靈奇傳》中首次登場
宮出口瑞靈（宮出口 瑞霊／みやでぐち みずち，Miyadeguchi Mizuchi）
種族：怨靈
能力：附身其他人程度的能力（目前猜測）
登場：
- 《智靈奇傳》 主要兼反派角色

從舊地獄逃脫的永久罪人，人稱「反獄王」的可怕怨靈，也是一位心懷對幻想鄉敵意的復仇者。

## 音乐集中登場
宇佐見蓮子（宇佐見 蓮子／うさみ れんこ，Usami Renko）
種族：人類
職業：女大學生
能力：只看星星能知現在的時間、只看月亮能知目前的所在地的能力
主題曲：
- 　少女秘封俱樂部（蓮台野夜行）
- 　月之妖鳥，化貓之幻（蓮台野夜行）

登場：
- 《蓮台野夜行》、《夢違科學世紀》、《卯酉東海道》、《大空魔術》、《鳥船遺跡》、《伊弉諾物質》、《燕石博物誌》、《舊約酒吧》封面、附帶故事
- 《未知之花　魅知之旅》封面

幻想鄉外的一個近未來的日本大學生，是專門探索境界的靈異組織「秘封俱樂部」的社員，專攻超統一物理學，亦研究弦理論。雖然與梅莉一同住在京都，但她的父母家似乎在東京。雖然只看天便能知到現在時間和地點，但卻常常在梅莉等候時遲到。
瑪艾露貝莉・赫恩（マエリベリー·ハーン，Maribel Han）
別名：梅莉（メリー）
種族：人類
職業：女大學生
能力：看得見結界的能力
主題曲：
- 　少女秘封俱樂部（蓮台野夜行）
- 　魔術師梅莉（蓮台野夜行）
- 　月之妖鳥，化貓之幻（蓮台野夜行）

登場：
- 《蓮台野夜行》、《夢違科學世紀》、《卯酉東海道》、《大空魔術》、《鳥船遺跡》、《伊弉諾物質》、《燕石博物誌》、《舊約酒吧》封面、附帶故事
- 《未知之花　魅知之旅》封面

幻想鄉外的一個近未來的大學生，與蓮子一樣也是「秘封俱樂部」的成員，專攻相對性精神學。她的住所是在音樂CD的舞台中成為了日本首都的京都。時常都很討厭蓮子的能力。蓮子叫她作「梅莉」，而她的本名則初次出在《夢違科學世紀》中。她好像曾經夢見自己飛到幻想鄉，並與八雲紫等人見面，蓮子得悉後對梅莉說：「妳的能力不是正在變成『操縱境界的能力』嗎？」，這也使得她為此煩惱。
其姓氏與日本妖怪小說作家小泉八雲的原來的姓相同，又因為形象與八雲紫相似，同人有認為兩人有關係。

## 其餘登場的次要角色
火雷神（火雷神／ほのいかづちのかみ，Honoikazuchi no Kami）
種族：神明
登場：
- 《儚月抄》（漫畫）

在《古事記》和《日本書紀》中出現的雷神。
第二次月面戰爭中，被綿月依姬召喚出，用來攻擊十六夜咲夜，但是被咲夜以時停躲過。
金山彥命（金山彦命／かなやまひこのかみ，Kanayamahiko no Kami）
種族：神明
登場：
- 《儚月抄》（漫畫）、《茨歌仙》

在《古事記》和《日本書紀》中出現的掌管礦業的神明。
第二次月面戰爭中，被綿月依姬召喚出，用來將十六夜咲夜的飛刀化作砂土，然後把砂土重鑄成飛刀打敗十六夜咲夜，十六夜咲夜隨即認輸。
《茨歌仙》中，曾經被博麗靈夢叫了出來，合成了鈀合金。
天津甕星（天津甕星／あまつみかぼし，Amatsu Mikaboshi）
種族：神明
登場：
- 《儚月抄》（漫畫）、《三月精》

抵抗太陽到最後的惡魔之星的神。日本神话中对应的神明为天香香背男。
第二次月面戰爭中，綿月依姬認為霧雨魔理沙創造出的星空密度太小了，為了讓魔理沙「見識下星辰被大氣遮蔽的本源光輝」，將天津甕星召喚出，令魔理沙感受到實力的巨大差距。
石凝姥命（石凝姥命／イシコリドメ，Ishikoridome）
種族：神明
登場：
- 《儚月抄》（漫畫）

在《古事記》、《日本書紀》和《先代舊事本紀》中出現的鍛冶、金屬加工之神。
第二次月面戰爭中，被綿月依姬召喚出，將霧雨魔理沙的魔炮用八咫鏡反射回地球上，魔理沙隨即認輸。
天宇受賣命（天宇受売命／アメノウズメ，Ame no Uzume）
種族：神明
登場：
- 《儚月抄》（漫畫）

在《古事記》和《日本書紀》中出現的黎明、宴樂、狂歡之神。
第二次月面戰爭中，被綿月依姬召喚出，用來克制蕾米莉亞·斯卡蕾特的能力，試圖阻止黑夜的侵蝕，並為之後召喚天照大御神做準備。
天照大御神（天照大御神／あまてらすおおみかみ，Amaterasu Oomikami）
種族：神明
登場：
- 《儚月抄》（漫畫）、《三月精》

月夜見的姐姐，太陽之神。其使者是八咫烏。
住在太陽上的賢者，太陽內一樣擁有像月之都的結界。
每年跨年的晚上會與天津甕星展開「日與昼的世界」和「月與星的夜的世界」的戰鬥，如果沒有辦法擊敗明星的話，當年就會成為妖怪力量大漲的妖怪之年。
第二次月面戰爭中，被綿月依姬召喚出，用來防禦蕾米莉亞·斯卡蕾特的體術攻擊，其天上之光照亮全世界的黑夜，徹底擊敗了蕾米莉亞。
伊豆能賣（伊豆能売／いづのめ，Idunome）
種族：神明
登場：
- 《儚月抄》（漫畫）

在《古事記》和《日本書紀》中出現的消災免禍之神，對應於司掌災厄的大禍津日神。
第二次月面戰爭中，被綿月依姬召喚出，用來淨化博麗靈夢召喚出的大禍津日神所帶的災厄。
其巫女的形態讓博麗靈夢第一次看見的時候大為驚訝。
岩笠（岩笠／いはかさ，Iwakasa）
種族：人類
職業：文官
登場：
- 《儚月抄》（小說）

奉天皇之命將蓬萊山輝夜的蓬萊之藥送往富士山燒毀的士兵領隊。
《儚月抄》（小說）中，天皇認為既然輝夜已經不在，永生也沒有意義，命令岩笠前往富士山燒掉蓬萊之藥。岩笠帶著蓬萊之壺，率領數名士兵出發，但沒有對士兵們講明壺中之物。
藤原妹紅得知此事後跟蹤岩笠，然而妹紅只知道那個壺是輝夜為一個非常重要的人留下的東西，認為奪走那個壺就能使輝夜感到鬱悶。但妹紅苦於沒有下手的機會，甚至在爬到山麓的時候就已經筋疲力盡。岩笠早就注意到妹紅一直跟在他們的後面，所以當妹紅難以行動而坐下的時候，岩笠返身走了過去並且遞給已經脫力的妹紅一壺水，之後對妹紅照顧有加。
登上山頂之後眾人被突然出現的木花咲耶姬攔住，木花咲耶姬不顧岩笠的反對道出真相，並阻止岩笠將蓬萊之壺丟進火山口。岩笠隨後試圖生火將蓬萊之藥燒掉，但火一直都點不著。
次日醒來的時候，岩笠和妹紅發現士兵們都死了，木花咲耶姬稱士兵們是自相殘殺而死的（事實上是被木花咲耶姬殺害的），勸岩笠將蓬萊之藥改投入八岳銷毀。岩笠同意了木花咲耶姬的提議，為了前往八岳而下山。在一個急坡前，岩笠被妹紅從背後一腳踢下山，生死不明。而蓬萊之藥則被妹紅強行奪走並服下。
人物源於竹取物語。
運松翁（運松翁／うんしょうおう，Unshouou）
種族：人類
職業：漁夫
登場：
- 《茨歌仙》

居住在人類村落的老漁夫，人稱運松翁。
《茨歌仙》中，在河邊撿到了河童的手臂，以之和河童交換了可以治癒一切傷口的秘藥。得到了河童的秘藥後，在自家為村民們免費治傷。治好了霧雨魔理沙的傷。一開始並沒有說明自己用了秘藥，被猜測是靈能者，最後由茨木華扇揭開謎團。
座敷童子（座敷童子／ざしきわらし，Zashiki-warashi）
種族：座敷童子
登場：
- 《茨歌仙》

由於被認為有能讓家族繁榮的能力而受到人類喜愛的妖怪。
長相可愛。因為一直觀察著家中的環境，所以對家中細微的變化很敏感，能預測諸如物品傾倒或火災一類的災害。
《茨歌仙》中，由於外界出現了對座敷童子的需求而暫時離開了幻想鄉。但是外界並不希望真正的座敷童子出現，一段時間之後座敷童子們便回歸了人類村落。在她們外出期間，八雲紫帶來了西方的地精作為替補。
八雲紫認為座敷童子其實是妖怪們打入人類村落的間諜，去外界開展業務的真實意圖是對外界進行滲透。
地精（ホフゴブリン，Hobgoblin）
種族：地精
登場：
- 《茨歌仙》

綠色的地精，個頭很矮，長相兇惡。不過個性勤勞並且對人類很友好，會定居在人的家中，幫忙做家事、為家族帶來繁榮。
《茨歌仙》中，被八雲紫找來，在座敷童子外出的期間作為座敷童子的替代品。由於長相兇惡不受歡迎，加上擔心其他妖怪趁機滲透，最後被博麗靈夢和茨木華扇趕出人類村落。座敷童子回來後，這些地精被紅魔館僱傭，負責一些不露臉的工作。
蟒蛇（蟒蛇／うわばみ，Unnamed Snake Youkai）
種族：蟒蛇妖怪
登場：
- 《鈴奈庵》

由於吞下了人類從而變成妖怪的外界的蟒蛇，在進入幻想鄉後，利用其變化的能力在人類村落四處吃霸王餐。後被二岩猯藏以不懂規矩為由、以菸草的油煙打回原形。
變成人時外貌為一個體型較胖、尖耳、尖鼻、細眼，且神情貪婪的中年男子。
易者（易者，The Fortune-teller）
種族：人類→怨靈
登場：
- 《鈴奈庵》

本來是住在長屋的卦術老師的門生之一，但由於佔術裡帶有魔術而被掃地出門。
易者通過佔術看到了世界的外側的景象，認識到了幻想鄉的人類在妖怪的管束下生活有多麼淒慘，從而有了不做人類的想法。
之後通過《民家要術》記載的方法，設計好一切並自殺的易者藉助本居小鈴盜用他開發的佔術這件事，復生為了怨靈，並通過控制感情讓自己妖怪化。
易者判斷博麗靈夢不會做無謂的殺生，所以表示自己不會危害村民，想離開人類村莊生活，希望靈夢能夠放他一馬，但卻被靈夢以「村中的人類變成妖怪是頭等大罪」為理由消滅，並讓他「再回去好好學學」。
抗抑鬱藥大叔（抗鬱薬おじさん／抗鬱薬おじさん，Anxious Moustached Villager）
種族：人類
登場：
- 《鈴奈庵》

《鈴奈庵》中，由於聽信世界末日謠言而去博麗神社參拜祈求安心的罕見的參拜客。之後他向兔角同盟購買了抗抑鬱藥來克服恐懼，並在村莊中向其他人推廣抗抑鬱藥。
他因為恐懼而害怕顫抖的模樣，以及得到抗抑鬱藥後興奮異常的模樣，讓讀者對他留下了很深的印象。

## 只在設定上存在的角色
冴月麟（冴月 麟／さつき りん，Satsuki Rin）
登場：
- 《紅魔鄉》遊戲程序代碼（原預定自機）

是製作《紅魔鄉》時預定登場為自機但最後因時間不足而沒有登場的角色。
在Shift JIS編碼下使用文字編輯器打開東方紅魔鄉主程序後能看到名字的相应字符串和「花符」、「風符」的字樣，解包遊戲文件也能發現缺失的立繪文件名。
在《紅魔鄉》发售前的相应海报封面上有一張黑白色的彈着六角二胡的未知名稱的少女立繪，被推測爲冴月麟的立繪，後來的二次創作也多以這張立繪作爲基礎。
名稱讀音不明，但直接讀的話應為。
蕾拉・普莉茲姆利巴（レイラ·プリズムリバー，Layla Prismriver）
種族：人類
登場：
- 《妖妖夢》設定文檔（キャラ設定.txt）

創造出騷靈「普莉茲姆利巴三姊妹」的少女，也是人類的「普莉茲姆利巴四姊妹」的四女。是一個容易寂寞的幼小少女，和三個姊姊一同住在身為貴族貿易商的父親的家中。
偶然由父親拿到了某件東之國的魔法道具。之後普莉茲姆利巴家崩壞，三個姐姐分別被別人收養，只有蕾拉無法離開那個充滿了回憶的宅邸。蕾拉用盡其力，創造出了和姊姊擁有一樣外表的騷靈，之後與騷靈和房屋一起从现世消失，並來到了幻想鄉。之後在姊姊們騷靈的幫助和陪伴下度過其餘生。
不過不可思議的是，雖說蕾拉去世了，但是三人卻一直都沒有消失。三人如同「騷靈」這個名字一樣，吵吵鬧鬧地學會了演奏樂器，並組成了像東西屋一樣的樂團，在幻想鄉獲得了頗高的名氣。
魂魄妖忌（魂魄 妖忌／こんぱく ようき，Konpaku Youki）
種族：半人半靈
職業：前任庭師
登場：
- 《妖妖夢》設定文檔（キャラ設定.txt）

妖夢的爺爺，一名精熟劍術的師傅，在西行寺家擔任了300年的庭師。某一天突然頓悟，把庭師的身份繼讓給妖夢後就隱居起來。知道1000年前西行妖和幽幽子的關係。
藤原不比等（藤原 不比等／ふじわら の ふひと，Fujiwara no Fuhito）
種族：人類
職業：公卿
登場：
- 《永夜抄》設定文檔

奈良時代初期的公卿，藤原妹紅之父。
藤原不比等派人向蓬萊山輝夜求婚，輝夜要求藤原不比等尋找名為「蓬萊之玉枝」的秘寶。藤原不比等費盡苦心準備好之後，被輝夜當成是冒牌貨而被羞辱了一頓。藤原妹紅因此與輝夜結怨。
大天狗（大天狗／だいてんぐ，Great tengu）
種族：大天狗
職業：天狗管理者之一
登場：
- 《風神錄》設定文檔
- 《三月精E》、《求聞史紀》

住在妖怪之山，是射命丸文、犬走椛和姬海棠果的上級。
《風神錄》中，大天狗在從白狼天狗（犬走椛？）得知入侵者（即本遊戲的自機）的消息後，派遣射命丸文進行調查，此後命令下屬繼續監視人類。
《三月精E》第5話中，天狗誤認為光之三妖精偷了鴉天狗的蛋，為此將三妖精的家運到山裡，發現誤會之後將其恢復原樣，並留下了道歉信和天狗的秘寶（一個木槌），道歉信的落款為「深山的大天狗」。
《虹龍洞》文本中可得知大天狗不只一人，某些人有非天狗族的部下。他們擁有對天狗下屬傳達絕對命令的權力，但同時也兼具維持社會的義務。
天魔（天魔／てんま，Tenma）
種族：天狗
職業：首腦、頭領
登場：
- 《風神錄》設定文檔
- 《求聞史紀》

天狗的首腦和頭領，在妖怪之山的天狗社會當中地位最高。
《風神錄》中，守矢神社出現在妖怪之山後，天魔前往進行了秘密交涉，建立了友好關係，天狗和河童們從此信仰守矢二神。
名居家族、名居守（名居一族、名居守／なゐ-、なゐのかみ）
種族：天人
職業：神官
登場：
- 《緋想天》

神官，管理幻想鄉一帶的地震。比那名居家族為其部下。
比那名居的首領（比那名居の総領）
種族：後天的天人
職業：龍宮使者的上司、家族首領
登場：
- 《緋想天》

比那名居家族的人。在衣玖的故事路線裡看起來似乎是她的上司。
命蓮（命蓮，Myouren）
種族：人類
職業：僧侶
登場：
- 《星蓮船》角色設定、Ex面故事、結局對話

白蓮的弟弟。為傳說中佛法修行高深的僧人，能讓看上去輕飄飄的飛缽，瞬間把貪婪老人的糧倉搬走，還能完全治愈千里之外的人的疾病等。
不過他卻先於白蓮過世了。他的死對白蓮有著很大的影響。
「命蓮寺」就是以他的名字命名的。
毘沙門天（毘沙門天／びしゃもんてん，Bishamonten）
種族：神明
登場：
- 《星蓮船》角色設定、對話

七福神中的一位，只要信仰她應該就能財源廣進。
很久以前，毘沙門天被信徒聖白蓮召喚，成為寺廟中供奉的神明。因為妖怪懼怕毘沙門天，不敢接近寺廟，加上祂本身也很忙，聖白蓮便讓寅丸星作為祂的化身，替祂收集信仰。但毘沙門天沒有完全信任寅丸星，因此讓自己的手下娜茲琳負責監視星。
秦河勝（秦 河勝／はた の かわかつ，Hata no Kawakatsu）
種族：人類
職業：能樂師
登場：
- 《心綺樓》角色設定

猿樂之祖，聖德太子（即豐聰耳神子）的寵臣。
《心綺樓》的背景故事裡，聖德太子把自己親手雕刻而成的面具賜給了秦河勝，秦河勝亦一直很好地保存著面具。河勝死後，其使用的面具历经漫长的时间后化為付喪神──秦心。
由於後世的流傳中，秦河勝往往被視為歌舞異能之神——摩多羅神的正體，因此摩多羅隱岐奈常被認為是秦河勝的另一身份。
魔理沙的父親（魔理沙の父／霧雨の親父さん）
種族：人類
職業：道具店店主
登場：
- 《香霖堂》、《求聞史紀》

人類村落最大的道具屋「雾雨家」的主人，森近霖之助在雾雨家打工时得到其很多照顾，而被其尊称为雾雨亲父（霧雨の親父さん），在《香霖堂》单行卷20话，于10年后再与森近霖之助见面，起初森近霖之助以为他年时已高，会不记得自己而紧张，后来见面后，没有感到紧张。没有其外貌的描写。
在《萃夢想》魔理沙与咲夜的对话中，表示魔理沙与雾雨家断绝了关系，《香霖堂》单行卷第六话魔理沙已经没回过雾雨家。在《幻想鄉緣起》中，由于作为隐私问题而没写入，但稗田阿求认为雾雨家不接收魔法道具就是与女儿是魔法使有关。
嫦娥（嫦娥／じょうが，Chang'e）
種族：月人（神靈？）
登場：
- 《儚月抄》（小說）
- 《紺珠傳》角色設定、對話

是一位生活在月之都、並遭到幽禁的、謎一樣的存在，真正的名字地上人是無法發音的。
目前可以肯定的是，她是月之都的一位賢者，統領著無數的月兔；不過卻因為喝下了永琳製作的禁忌的蓬萊之藥而遭到監禁，而無數的月兔日日夜夜齊唱著、並敲擊著糯米糰從而為她贖罪。
她曾經得罪了兩位強大的神：純狐和赫卡提亞·拉碧斯拉祖利，從而為自己惹上了幾乎永遠無法解決的麻煩。
月夜見（月夜見／ツクヨミ，Tsukuyomi）
種族：神明
登場：
- 《儚月抄》（小說）

夜與月之都的王，月之神。在遠古時期帶著自己親族和可信賴的人移居裏之月的賢者，是月之都的開山鼻祖。与永琳关系很好。
在上古時代，由於無法忍受地上的汙穢限制了生命的壽命，帶著自己的親族中值得信賴之人從地上移居到了月球中。在八意永琳的指導下興建月之都，月人文明開始。
木花咲耶姬（木花咲耶姫／コノハナノサクヤビメ，Konohanasakuya-hime）
種族：神明
登場：
- 《儚月抄》（小說）、《香霖堂》

被奉為山神、水神（《儚月抄》中提及）及酒神（《香霖堂》中提及）。據說是非常美麗的女性，所以是人望很高的神明。
《儚月抄》（小說）中，殺掉了除岩笠外被天皇命令運去富士山把蓬萊之藥燒掉的士兵們。木花咲耶姬欺騙岩笠和藤原妹紅說士兵們是搶奪蓬萊之藥自相殘殺而死的，讓他們兩人將蓬萊之藥改投入八岳銷毀。
水江浦嶋子（水江 浦嶋子／みずえ の うらのしまこ，Mizunoe no Urashimanoko）
種族：人類
職業：漁夫
登場：
- 《儚月抄》（小說）

追逐五彩烏龜結果誤入「龍宮城」（實為月之都）的地上人，在綿月豐姬和綿月依姬的家裡生活了三年，決定要回家後，被八意永琳送回三百年後的地上。
先代博麗巫女（先代の博麗の巫女）
種族：人類
職業：前任巫女
登場：
- C65─「上海愛麗絲通訊 ver 2.7」傳單

博麗靈夢之前、先代博麗神社的巫女。只作為霖之助回憶的名字出現。先代「博麗巫女」通常只是以「巫女」來稱呼（對靈夢直接稱呼巫女的很少，因為她不太認真工作），所以霖之助也忘了她的名字，不過大家認同她創造了一個安定的生活。

## 其他特定的生物角色
龍（Dragon）
別名：龍神（龍神，Dragon God）
種族：龍
登場：
- 《求聞史紀》角色設定、對話

幻想鄉的最高神。人類、妖怪、乃至世間一切生物所崇拜的神。平時棲息在海中、天空、雨中，其身姿幾乎從未得到確認。
據稱龍的姿態猶如長著犄角和利爪的巨蛇，身體之粗凌駕於樹齡千年的粗壯樹木，身形之長足以遮天蔽日。
龍的咆哮聲能撕裂蒼穹，落下驚雷，降下豪雨。扭動身體，便會地裂山崩，引發地震。萬一有人膽敢貿然忤逆這位最高位的神明，幻想鄉便會落得何等下場讓人不敢想像。
不過，龍身為幻想鄉的破壞者，同時也是幻想鄉的創造神。好雨潤物，河川奔流，綠意盎然，這一切皆拜龍所賜。
龍基本從未在世人面前現身，傳聞只有整個幻想鄉面臨重大事件之時，龍才會出現將天空遮蔽。平時人類只能通過空中的彩虹和地上的河流等龍行過後留下的痕跡確認龍的存在。
龍最後一次在世人面前現身，是在博麗大結界展開，籠罩幻想鄉之時。
當時，漫天驚雷幾乎要將天空撕裂，降下的暴雨幾近引發洪水，短時間內萬物失色，日月無光，整個幻想鄉被黑暗籠罩。
妖怪中的賢者們賭上了自身的存在，向龍起誓永遠維護幻想鄉內的和平。剎那間，洪水退去，天空裂開，世間重獲光彩。從此以後，人類村落的中心安置著祭祀龍的龍神石像，每日都受到崇拜。
大蟾蜍（大ガマ）
種族：妖怪蛙（大蝦蟇）
登場：
- 《花映塚》
- 《文花帖》（書籍）

或稱「大蛤蟆」，妖怪山中「大蟾蜍之池」的主人。為了懲罰把青蛙冰起來玩的琪露諾而曾經把她吞掉。
大鯰魚（大鯰／おおなまず）
種族：大鯰
登場：
- 《緋想天》
- 《非想天則》敵機
- 《憑依華》

巨大的鯰魚。住在地下，身體搖動時會引起地震。《緋想天》中以普通的大鯰登場，被咲夜烹調成為了宴會的下酒菜；《非想天則》裡則在對戰中登場。
小槌蛇（槌の子／ツチノコ）
種族：野槌、槌子蛇
登場：
- 《三月精S》

草之精靈的使者、出沒於藤蔓間的妖怪，力量雖然弱但一樣擁有操縱草的魔法。魔理沙覺得很可愛而把牠當寵物養了起來。
雷蜥蜴（サンダーリザード，Thunder Lizard）
種族：蜥蜴
登場：
- 《茨歌仙》

能夠呼喚雷電的蜥蜴，擁有降下雷雨的力量。可以成長為真正的龍。
被不知真相的人認為是球形閃電。
《茨歌仙》中，雷蜥蜴為了炫耀自己的力量，接連製造雷雨並且燒毀了村落的一間民房。這一異常情況引起了博麗靈夢、霧雨魔理沙、茨木華扇等人的注意。華扇看出了「球形閃電」的真面目，認為是塊好材料，本來打算等牠成長為龍之後再加以馴服。但是雷蜥蜴獲得力量後四處炫耀，無法通過華扇的測試。華扇判斷牠缺乏智慧，不合適而且不夠資格成為龍，出手將其消滅。雷蜥蜴的肝則被餵給了黃帝。
邪龍（邪竜，JyaRyu）
種族：龍
登場：
- 《鈴奈庵》

魔力被封印在《私印版 百鬼夜行繪卷 最終章補遺》之中而變成白蛇樣貌的邪龍。為了取回魔力，通過聽耳頭巾利用了霧雨魔理沙打開了保存於鈴奈庵里的百鬼夜行繪卷，重新成為了龍的一員。在前往龍的世界之前，相約與魔理沙在百年後自己成為成龍時再會。

## 二次同人創作作品配音人員
| 角色                   | 同人動畫   | 同人動畫     | 單機同人遊戲 | 單機同人遊戲        | 單機同人遊戲 | 單機同人遊戲 | 手機遊戲   | 手機遊戲       |
| 角色                   | 夢想夏鄉   | 秘封活動記錄 | 紅魔城傳說   | 不可思議的幻想鄉    | 舞華蒼魔鏡   | 東方咒術泡泡 | 東方大炮彈 | 東方彈幕神樂   |
| ---------------------- | ---------- | ------------ | ------------ | ------------------- | ------------ | ------------ | ---------- | -------------- |
| 博麗靈夢               | 中原麻衣   | 今井麻美     | 佐藤利奈     | 佐藤聰美            | 佐藤利奈     | 諏訪彩花     | 鬼頭明里   | 湯淺楓         |
| 霧雨魔理沙             | 澤城美雪   | 阿澄佳奈     | 新谷良子     | 日笠陽子            | 藤村步       | 大空直美     | 飯沼南實   | 本多真梨子     |
| 露米婭                 |            |              |              |                     |              | 長繩麻理亞   | 大橋彩香   | 田中那實       |
| 大妖精                 |            |              |              | 近藤唯              |              |              |            |                |
| 琪露諾                 |            |              | 悠木碧       | 尤加奈              | 井口裕香     | 大和田仁美   | 花井美春   | 菲魯茲·藍      |
| 紅美鈴                 |            |              | 佐藤聰美     | 南央美              | 大空直美     | 井上麻里奈   | 桑原由氣   | 小松未可子     |
| 小惡魔                 |            |              |              | 小倉結衣→石原愛依梨 |              |              | 麻倉桃     |                |
| 帕秋莉・諾蕾姬         | 高橋美佳子 |              | 力丸乃梨子   | 米澤圓              | 豬口有佳     | 松田利冴     | 淵上舞     | 石原舞         |
| 十六夜咲夜             | 田中理惠   | 石川由依     | 澤城美雪     | 水橋香織            | 伊藤靜       | 庄司宇芽香   | 青木瑠璃子 | Lynn           |
| 蕾米莉亞・斯卡蕾特     | 辻步美     | 上坂堇       | 喜多村英梨   | 高田初美            | 後藤麻衣     | 上坂堇       | 田村由香里 | 山岡百合       |
| 芙蘭朵露・斯卡蕾特     |            | 日高里菜     | 金元壽子     | 峰岸由香里          | 壹智村小真   | 和多田美咲   | 山下七海   | 花守由美里     |
| 蕾蒂・懷特洛克         |            |              |              | 佐藤聰美            |              |              | 井澤美香子 |                |
| 橙                     |            |              | 新谷良子     |                     |              |              | 夏川椎菜   | 鈴代紗弓       |
| 愛麗絲・瑪格特洛依德   | 大森日雅   |              | 戶松遙       | 名塚佳織            |              | 瀨戶麻沙美   | 齋藤千和   | 淵上舞         |
| 莉莉・懷特             |            |              |              |                     |              |              |            | 廣瀨世華       |
| 露娜薩・普莉森瑞伯     |            |              |              |                     |              |              | 矢野妃菜喜 | 依田菜津       |
| 梅露蘭・普莉森瑞伯     |            |              |              |                     |              |              | 春野杏     | 川口莉奈       |
| 莉莉卡・普莉森瑞伯     |            |              |              | 金田晶              |              |              | 花守由美里 | 金澤舞         |
| 魂魄妖夢               | 悠木碧     |              | 廣橋涼       | 南央美              |              | 山村響       | 和氣杏未   | 三澤紗千香     |
| 西行寺幽幽子           | 茅野愛衣   | 茅野愛衣     | 椎名碧流     | 佐藤聰美            |              | 照井春佳     | 茅野愛衣   | 柏山奈奈美     |
| 八雲藍                 |            |              | 小林優       | 種崎敦美            |              | 嶋村侑       | 立花理香   | 末柄里惠       |
| 八雲紫                 | 井上喜久子 | 井上喜久子   | 遠藤綾       | 榊原由依            |              | 伊藤靜       | 尤加奈     | 淺川悠         |
| 宇佐見蓮子             |            | 喜多村英梨   |              |                     |              |              |            |                |
| 瑪艾露貝莉・赫恩       |            | 花澤香菜     |              |                     |              |              |            |                |
| 伊吹萃香               | 豐崎愛生   | 清水愛       | 岡咲美保     | 種崎敦美            |              |              | 井口裕香   | 鳥越まあや     |
| 莉格露・奈特巴格       |            |              |              |                     |              |              | 咲咲木瞳   | 石見舞菜香     |
| 米斯蒂婭・蘿蕾拉       |            |              |              |                     |              |              | 朝井彩加   | 三宅麻理恵     |
| 上白澤慧音             |            |              |              | 山村響              |              |              | 內山夕實   | 長谷川育美     |
| 因幡帝                 | 井口裕香   |              |              | 櫻咲千依            |              |              | 井澤詩織   | 篠原侑         |
| 鈴仙・優曇華院・因幡   | 矢作紗友里 |              |              | 高田初美→山口立花子 |              | 三上枝織     | 田所梓     | 佐倉薰         |
| 八意永琳               | 生天目仁美 | 島本須美     |              | 種崎敦美            |              |              | 大原沙耶香 | 大津愛理       |
| 蓬萊山輝夜             | 高森奈津美 | 能登麻美子   |              | 櫻咲千依            |              | 相澤舞       | 石見舞菜香 | 西連寺亞希     |
| 藤原妹紅               |            |              |              | 日笠陽子            |              | 齊藤佑圭     | 松井惠理子 | 松田颯水       |
| 森近霖之助             |            | 福山潤       |              | 竹內良太            |              |              | 鈴村健一   | 杉田智和       |
| 射命丸文               | 藤村步     |              |              | 小野涼子            |              | 佐倉綾音     | 伊藤加奈惠 | 長妻樹里       |
| 梅蒂欣・梅蘭可莉       |            |              |              | 櫻咲千依            |              |              | 鈴木繪理   | 新田日和       |
| 風見幽香               |            |              |              |                     |              |              | 伊藤靜     | 冰青           |
| 小野塚小町             |            |              | 戶松遙       | 榊原由依            |              |              | 戶松遙     |                |
| 四季映姬・亞瑪薩那度   |            |              |              | 日笠陽子            |              | 金元壽子     | 水橋香織   |                |
| 桑妮・米爾克           |            |              | 喜多村英梨   | 花守由美里          |              |              |            |                |
| 露娜・切爾德           |            |              | 力丸乃梨子   | 多田木乃美          |              |              |            |                |
| 斯塔・薩菲婭           |            |              | 金元壽子     | 戶田惠              |              |              |            |                |
| 稗田阿求               |            |              |              | 古山貴實子          |              |              |            |                |
| 秋靜葉                 |            |              |              | 尾崎真實            |              |              |            | 菱川花菜       |
| 秋穰子                 |            |              |              | 金田晶              |              |              |            | 渡谷美帆       |
| 鍵山雛                 |            |              |              | 山村響              |              |              | 種崎敦美   | 諏訪彩花       |
| 河城荷取               |            |              |              | 水橋香織            | 生天目仁美   | 長江里加     | 本渡楓     | 齊藤朱夏       |
| 犬走椛                 |            |              |              | 南條愛乃            |              | 野口百合     | 白石涼子   | 木村千咲       |
| 東風谷早苗             |            | 東山奈央     |              | 米澤圓              | 名塚佳織     | 伊藤加奈惠   | 堀江由衣   | 明坂聰美       |
| 八坂神奈子             |            | 田中敦子     |              | 尤加奈              |              |              | 行成桃姬   | 齋藤綾         |
| 洩矢諏訪子             |            | 井口裕香     |              | 南央美              |              | 佐藤聰美     | 藤田茜     | 武田羅梨沙多胡 |
| 綿月豐姬               |            | 戶松遙       |              | 小林真紀            |              |              |            |                |
| 綿月依姬               |            | 川澄綾子     |              | 尾崎真實            |              |              |            |                |
| 泠仙                   |            |              |              | 寺崎裕香            |              |              |            |                |
| 永江衣玖               |            |              |              | 茅原實里            |              |              | 大西沙織   | 藤田咲         |
| 比那名居天子           |            |              |              | 榊原由依            |              | 早見沙織     | 雨宮天     | 松田利冴       |
| 琪斯美                 |            |              |              | 田邊留依            |              |              |            |                |
| 黑谷山女               |            |              |              | 古山貴實子          |              |              |            |                |
| 水橋帕露西             |            |              |              |                     |              |              | 井上麻里奈 | 五十嵐裕美     |
| 星熊勇儀               |            |              |              | 金田晶              |              |              | 吉森未沙希 | 大久保藍子     |
| 古明地覺               |            |              |              | 小林真紀            | 櫻井浩美     | 下地紫野     | 花澤香菜   | 仙台惠理       |
| 火焰貓燐               |            |              |              | 武石步實            |              |              | 上坂堇     | 嶺內智美       |
| 靈烏路空               |            |              |              | 伊瀨茉莉也          |              |              | 金元壽子   | 小澤亞李       |
| 古明地戀               |            |              |              | 岩崎春奈            |              | 尤加奈       | 豐崎愛生   | 佐倉綾音       |
| 娜茲玲                 |            |              |              | 大地葉              |              |              | 岡咲美保   | 金元壽子       |
| 多多良小傘             |            |              |              | 西口杏里沙          |              | 高橋花林     | 小澤亞李   | 高木美佑       |
| 雲居一輪               |            |              |              | 瑞澤溪              |              |              |            |                |
| 村紗水蜜               |            |              |              |                     |              |              | 夏吉優子   | 山崎遙         |
| 寅丸星                 |            |              |              | 古山貴實子          |              |              | 下屋則子   | 大空直美       |
| 聖白蓮                 |            |              |              | 尤加奈              |              |              | 遠藤綾     | 三宅晴佳       |
| 封獸鵺                 |            |              |              |                     |              |              |            | 青木志貴       |
| 姬海棠果               |            |              |              |                     |              |              |            | 入江麻衣子     |
| 茨木華扇               |            |              |              | 水橋香織            |              |              |            | 堀江由衣       |
| 幽谷響子               |            |              |              | 山村響              |              |              |            |                |
| 宮古芳香               |            |              |              |                     |              |              |            | 田野麻美       |
| 霍青娥                 |            |              |              |                     |              |              |            | 櫻井浩美       |
| 蘇我屠自古             |            |              |              | 照井春佳            |              |              | 白石晴香   | 酒井美沙乃     |
| 物部布都               |            |              |              | 波田野由衣→杜野真子 |              |              | 小松未可子 | 綱島瑞惠       |
| 豐聰耳神子             |            |              |              | 朝井彩加            |              | 山根綺       |            | 八卷安奈       |
| 二岩貒藏               |            |              |              | 大地葉              |              |              |            | 平野文         |
| 本居小鈴               |            |              |              | 高橋未奈美          |              |              |            |                |
| 秦心                   |            |              |              | 南央美              |              | 羊宮妃那     |            | 田嶌紗蘭       |
| 赤蠻奇                 |            |              |              |                     |              |              |            | 厚地彩花       |
| 今泉影狼               |            |              |              | 武石步實            |              |              | 內田秀     | 大和田仁美     |
| 九十九弁弁             |            |              |              |                     |              |              |            | 中村環奈       |
| 九十九八橋             |            |              |              |                     |              |              |            | 春野杏         |
| 鬼人正邪               |            |              |              | 鈴木實里            |              | 津田美波     |            | 小林優         |
| 少名針妙丸             |            |              |              | 高田憂希            |              |              |            | 首藤志奈       |
| 堀川雷鼓               |            |              |              |                     |              |              | 鈴代紗弓   |                |
| 宇佐見堇子             |            |              |              | 長妻樹里            |              |              |            | 上坂堇         |
| 清蘭                   |            |              |              |                     |              |              | 藤井幸代   |                |
| 鈴瑚                   |            |              |              |                     |              |              | 田中愛美   |                |
| 哆來咪・蘇伊特         |            |              |              |                     |              |              | 悠木碧     | 新井里美       |
| 稀神探女               |            |              |              |                     |              |              | 東城日沙子 | 名塚佳織       |
| 克勞恩・皮絲           |            |              |              | 山岡百合            |              |              |            | 指出毬亞       |
| 純狐                   |            |              |              |                     |              |              |            | 久川綾         |
| 赫卡提亞・拉碧斯拉祖利 |            |              |              | 花守由美里          |              |              |            | 下地紫野       |
| 依神女苑               |            |              |              | 田中理惠            |              |              | 木村珠莉   | 高森奈津美     |
| 依神紫苑               |            |              |              | 小松未可子          |              |              | 森永千才   | 小坂井祐莉繪   |
| 愛塔妮緹・拉爾瓦       |            |              |              | 高田憂希            |              |              |            | 鹿野優以       |
| 坂田合歡               |            |              |              | 三宅麻理恵          |              |              |            |                |
| 高麗野阿吽             |            |              |              |                     |              |              | 楠木燈     | 鈴木實里       |
| 丁禮田舞               |            |              |              |                     |              |              |            | 櫻庭有紗       |
| 爾子田乃               |            |              |              |                     |              |              |            | 河瀨茉希       |
| 摩多羅隱岐奈           |            |              |              | 富岡美沙子          |              |              |            | 茅原實里       |
| 庭渡久侘歌             |            |              |              |                     |              |              |            | 有賀友利惠     |
| 吉弔八千慧             |            |              |              |                     |              |              |            | 田村睦心       |
| 杖刀偶磨弓             |            |              |              |                     |              |              |            | 稻垣好         |
| 埴安神袿姬             |            |              |              |                     |              |              |            | 南央美         |
| 驪駒早鬼               |            |              |              |                     |              |              |            | 竹內順子       |
| 菅牧典                 |            |              |              |                     |              |              |            | 悠木碧         |
| 飯綱丸龍               |            |              |              |                     |              |              |            | 齋賀光希       |
| 天弓千亦               |            |              |              |                     |              |              |            | 椎名碧流       |